# Llista de cràters de Venus
En aquest article només es mostra els noms oficials aprovats per la Unió Astronòmica Internacional (UAI).
Aquesta és una llista dels cràters amb nom de Venus. La nomenclatura de Venus està regulada per la Unió Astronòmica Internacional (UAI); la llista conté només les formacions exogeològiques oficialment reconegudes per aquesta institució.
El 2019, els 900 cràters amb nom de Venus representaven el 16,44% dels 5475 cràters amb nom del Sistema Solar. Altres cossos amb cràters amb nom són Amaltea (2), Ariel (17), Cal·listo (142), Caront (6), Ceres (115), Dàctil (2), Deimos (2), Dione (73), Encèlad (53), Epimeteu (2), Eros (37), Europa (41), Febe (24), Fobos (17), Ganímedes (132), Gaspra (31), Hiperió (4), Ida (21), Itokawa (10), Janus (4), Japet (58), Lluna (1624), Lutècia (19), Mart (1124), Mathilde (23), Mercuri (402), Mimas (35), Miranda (7), Oberó (9), Plutó (5), Proteu (1), Puck (3), Rea (128), Šteins (23), Tebe (1), Terra (190), Tetis (50), Tità (11), Titània (15), Tritó (9), Umbriel (13), i Vesta (90).

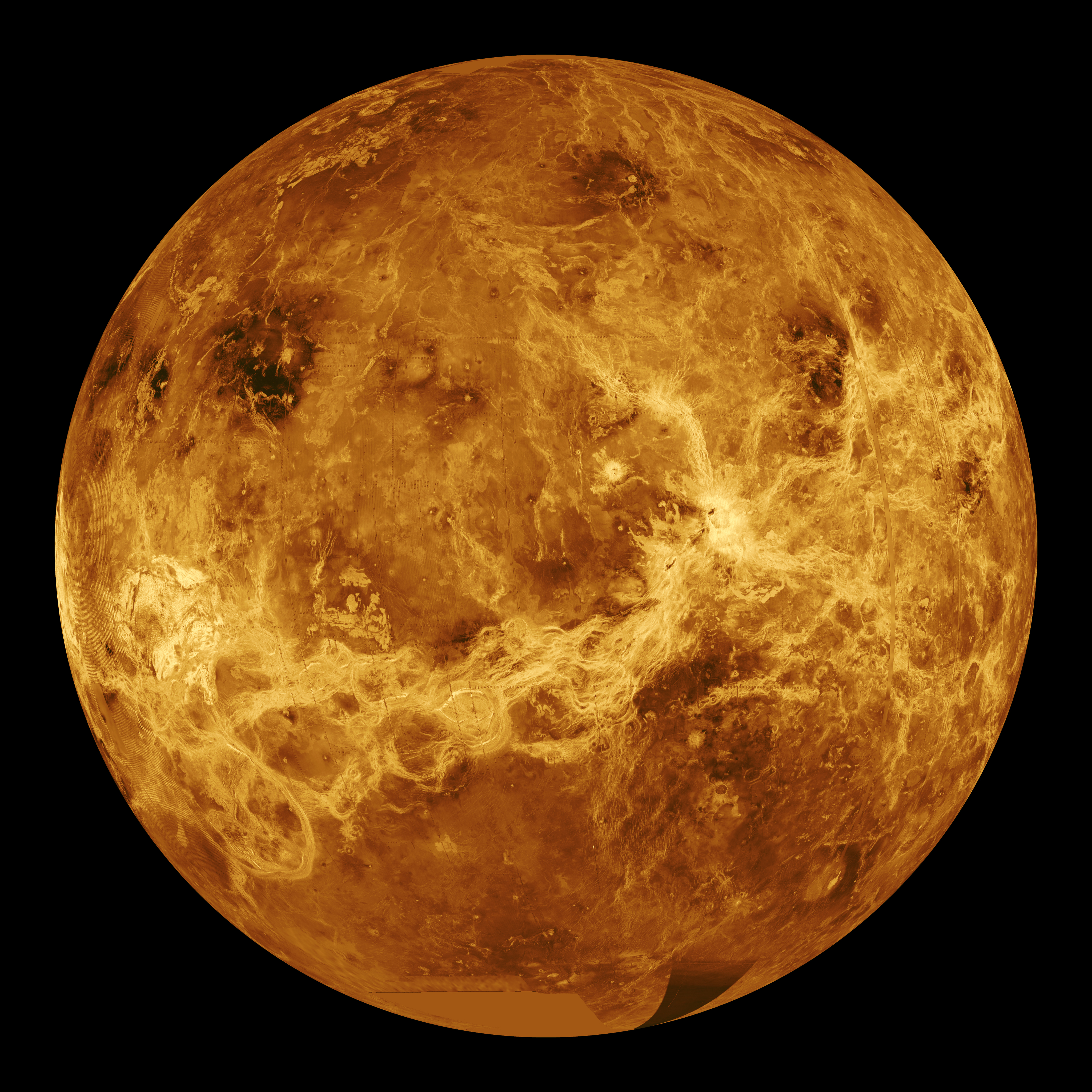
Imatge de radar de Venus reconstruïda per Magellan i Pioneer Venus Orbiter.
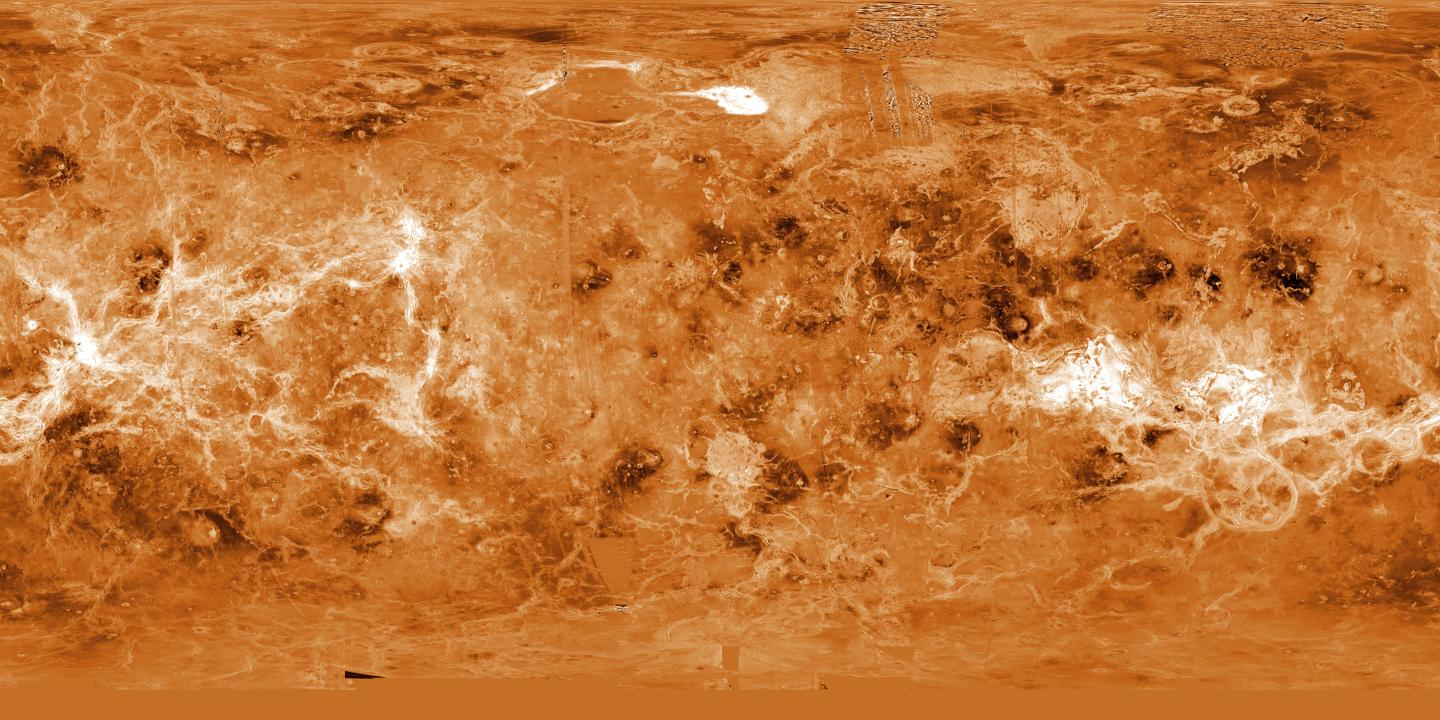
Mapa topogràfic de Venus

Venus és un planeta la superfície del qual està recoberta, essencialment, de planes i conques, així com dos grans cadenes muntanyoses. Els cràters de Venus són relativament pocs en comparació amb altres planetes del sistema solar. El 2017 havia a Venus 900 cràters amb nom, que és característic d'una planta relativament jove. A més, hi ha 17 cràters inicialment batejats per la UAI que el seu nom va ser derogat posteriorment.
La morfologia dels cràters de Venus difereixen de les d'altres planetes. A causa de la seva atmosfera gruixuda, pot fer que els meteorits tendeixin a esclatar o desintegrar-se quan penetren a la seva atmosfera i, per tant, els objectes més petits no solen arribar al sòl. La seva distribució és uniforme en la superfície del planeta, i la majoria dels cràters es van crear en dos períodes diferents: el del gran bombardeig, i un altre període més recent de bombardeig d'asteroides i de cometes.
Durant el període del gran bombardeig tardà, moment en què es van formar la majoria dels cràters de la lluna i de Mercuri, és probable que Venus també s'hagués vist afectat, però les poques marques d'impactes mostren que la superfície de Venus ha sigut renovada, un procés que va ser interromput no fa gaire temps, fa, aproximadament, uns 500 milions d'anys.

## Llista de cràters
La majoria de cràters de Venus tenen un antropònim femení o d'una personalitat femenina famosa. Per convenció, els cràters amb un diàmetre superior a 20 km porten els noms de dones famoses que han contribuït de manera significativa al seu camp, i els cràters d'un diàmetre de menys de 20 km són designats per antropònims femenins en diversos idiomes.
| Cràter         | Latitud | Longitud | Diàmetre (km) | Epònim                                                                                         | Referències |
| -------------- | ------- | -------- | ------------- | ---------------------------------------------------------------------------------------------- | ----------- |
| Abigail        | 52,2 S  | 111,2 E  | 18,4          | Antropònim hebreu                                                                              | WGPSN       |
| Abika          | 52,5 S  | 104,4 E  | 14,5          | Antropònim txeremís                                                                            | WGPSN       |
| Abington       | 47,8 S  | 277,7 E  | 21,7          | Frances Abington (1737-1815), actriu britànica                                                 | WGPSN       |
| Abra           | 6,2 N   | 97,4 E   | 7,2           | Antropònim ewe                                                                                 | WGPSN       |
| Adaiah         | 47,3 S  | 253,4 E  | 18,0          | Antropònim hebreu                                                                              | WGPSN       |
| Adamson        | 14,8 S  | 29,6 E   | 27,2          | Joy Adamson (1910-1980), naturalista austríaca                                                 | WGPSN       |
| Addams         | 56,2 S  | 98,9 E   | 87,0          | Jane Addams (1860-1935), sociòloga estatunidenca                                               | WGPSN       |
| Adivar         | 8,9 N   | 76,2 E   | 30,3          | Halide Edip Adıvar (1883-1964), escriptora turca                                               | WGPSN       |
| Adzoba         | 12,8 N  | 117 E    | 10,0          | Antropònim ewe                                                                                 | WGPSN       |
| Aethelflaed    | 18,2 S  | 196,6 E  | 20,0          | Æthelflæd (c. 884-918), reina de Mèrcia                                                        | WGPSN       |
| Afiba          | 47,1 S  | 102,7 E  | 9,5           | Antropònim ewe                                                                                 | WGPSN       |
| Afiruwa        | 4,3 N   | 3,8 E    | 5,2           | Antropònim hausa                                                                               | WGPSN       |
| Aftenia        | 49,95 N | 324 E    | 7,0           | Antropònim moldau                                                                              | WGPSN       |
| Afua           | 15,5 N  | 124 E    | 10,0          | Antropònim àkan                                                                                | WGPSN       |
| Aglaonice      | 26,4 S  | 339,9 E  | 63,7          | Aglaonice (fl. segle ii aC), astrònoma de l'antiga Grècia                                      | WGPSN       |
| Agnesi         | 39,4 S  | 37,7 E   | 42,4          | Maria Gaetana Agnesi (1718-1799), matemàtica italiana                                          | WGPSN       |
| Agoe           | 13,1 N  | 4,3 E    | 6,3           | Antropònim ewe                                                                                 | WGPSN       |
| Agrippina      | 33,2 S  | 65,7 E   | 38,6          | Agripina I (c. 13 aC-33), emperadriu romana                                                    | WGPSN       |
| Ahava          | 53,6 N  | 187,3 E  | 10,4          | Antropònim hebreu                                                                              | WGPSN       |
| Aigul          | 38,2 N  | 280,4 E  | 6,0           | Antropònim calmuc                                                                              | WGPSN       |
| Ailar          | 15,8 S  | 68,4 E   | 8,2           | Antropònim turc                                                                                | WGPSN       |
| Aimee          | 16,1 N  | 127,2 E  | 17,0          | Antropònim francès                                                                             | WGPSN       |
| Aisha          | 39,3 N  | 53,3 E   | 10,6          | Antropònim kirguís                                                                             | WGPSN       |
| Aita           | 8,9 N   | 270,7 E  | 14,0          | Antropònim estonià                                                                             | WGPSN       |
| Akeley         | 8 N     | 244,5 E  | 23,4          | Delia Akeley (1875-1970), exploradora estatunidenca                                            | WGPSN       |
| Akhmatova      | 61,3 N  | 307,9 E  | 41,4          | Anna Akhmatova (1889-1966), poetessa russa                                                     | WGPSN       |
| Akiko          | 30,6 N  | 187,3 E  | 17,4          | Akiko Yosano (1878-1942), poetessa japonesa                                                    | WGPSN       |
| Akosua         | 58,6 S  | 18,1 E   | 6,2           | Antropònim àkan                                                                                | WGPSN       |
| Aksentyeva     | 42 S    | 271,9 E  | 42,5          | Zinaïda Akséntieva (1900-1969), astrònoma russa                                                | WGPSN       |
| Akuba          | 9,6 N   | 23 E     | 5,5           | Antropònim ewe                                                                                 | WGPSN       |
| Alcott         | 59,5 S  | 354,4 E  | 66,0          | Louisa May Alcott (1832-1888), escriptora estatunidenca                                        | WGPSN       |
| Alima          | 46 S    | 229,2 E  | 10,3          | Antropònim tàtar                                                                               | WGPSN       |
| Alimat         | 29,5 S  | 205,9 E  | 13,5          | Antropònim osseta                                                                              | WGPSN       |
| Alina          | 8,3 N   | 267,78 E | 3,7           | Antropònim francès (diminutiu d'Adeline/Adelaide)                                              | WGPSN       |
| Alison         | 4 S     | 165,6 E  | 14,4          | Antropònim irlandès                                                                            | WGPSN       |
| Alma           | 2,4 S   | 228,8 E  | 16,8          | Antropònim kazakh                                                                              | WGPSN       |
| Almeida        | 46,6 N  | 123,3 E  | 15,5          | Antropònim portuguès                                                                           | WGPSN       |
| Altana         | 1,4 N   | 69,9 E   | 6,0           | Antropònim calmuc                                                                              | WGPSN       |
| Al-Taymuriyya  | 32,9 N  | 336,1 E  | 19,0          | Aisha 'Esmat al-Taymuriyya (1840-1902), escriptora egípcia                                     | WGPSN       |
| Amalasuntha    | 11,5 S  | 342,4 E  | 15,4          | Amalasunta (c. 498-535), reina ostrogoda. Canviat per Amalasthuna                              | WGPSN       |
| Amanda         | 29,2 S  | 94,5 E   | 12,5          | Antropònim llatí (nom canviat per Lida)                                                        | WGPSN       |
| Amaya          | 11,3 N  | 89,4 E   | 34,5          | Carmen Amaya (1918-1963), ballarina espanyola                                                  | WGPSN       |
| Amelia         | 8,57 N  | 280,45 E | 3,3           | Antropònim llatí                                                                               | WGPSN       |
| Amenardes      | 15 N    | 54,3 E   | 27,9          | Amenardis I (718-655 aC), princesa egípcia                                                     | WGPSN       |
| Aminata        | 6,6 N   | 25,2 E   | 9,7           | Antropònim malinke                                                                             | WGPSN       |
| Anaxandra      | 44,2 N  | 162,3 E  | 20,4          | Anaxandra (fl. 228 aC), artista grega                                                          | WGPSN       |
| Andami         | 17,5 S  | 26,5 E   | 28,9          | Azar Andami (1926-1984), metgessa iraniana                                                     | WGPSN       |
| Andreianova    | 3 S     | 68,8 E   | 66,1          | Elena Andreianova (c. 1821-c. 1855), ballarina russa                                           | WGPSN       |
| Anicia         | 26,3 S  | 31,3 E   | 38,2          | Anicia (fl. segle iii aC), metgessa i poetessa de l'antiga Grècia                              | WGPSN       |
| Annia Faustina | 22,1 N  | 4,7 E    | 23,4          | Faustina Menor (c. 125-175), emperadriu romana                                                 | WGPSN       |
| Antonina       | 28,1 N  | 106,8 E  | 13,8          | Antropònim rus                                                                                 | WGPSN       |
| Anush          | 14,9 N  | 86,5 E   | 12,7          | Antropònim armeni                                                                              | WGPSN       |
| Anya           | 39,5 N  | 297,8 E  | 18,1          | Antropònim rus                                                                                 | WGPSN       |
| Ariadne        | 43,9 N  | 360 E    | 23,6          | Antropònim grec. Aquest cràter s'utilitza per definir el primer meridià de Venus.              | WGPSN       |
| Asmik          | 3,9 N   | 166,4 E  | 19,5          | Antropònim armeni                                                                              | WGPSN       |
| Astrid         | 21,4 S  | 335,2 E  | 10,5          | Antropònim escandinau                                                                          | WGPSN       |
| Audrey         | 23,8 N  | 348,1 E  | 15,2          | Antropònim anglès                                                                              | WGPSN       |
| Aurelia        | 20,3 N  | 331,8 E  | 31,1          | Aurèlia Cotta (120 aC-54 aC), mare de Juli César                                               | WGPSN       |
| Austen         | 25 S    | 168,4 E  | 45,1          | Jane Austen (1775-1817), novel·lista britànica                                                 | WGPSN       |
| Avene          | 40,4 N  | 149,4 E  | 10,0          | Antropònim àkan                                                                                | WGPSN       |
| Avviyar        | 18 S    | 353,7 E  | 20,6          | Avviyar (fl. segle I aC), poetessa tamil                                                       | WGPSN       |
| Ayana          | 29,2 S  | 175,5 E  | 13,8          | Antropònim altai                                                                               | WGPSN       |
| Ayashe         | 22,7 N  | 31,4 E   | 6,7           | Antropònim hausa                                                                               | WGPSN       |
| Ayisatu        | 34,6 N  | 5,5 E    | 7,0           | Antropònim fulbe                                                                               | WGPSN       |
| Bachira        | 26,5 N  | 10 E     | 7,3           | Antropònim algerià                                                                             | WGPSN       |
| Badarzewska    | 22,6 S  | 137,2 E  | 29,6          | Tekla Bądarzewska-Baranowska (1834-1861), compositora polonesa                                 | WGPSN       |
| Bahriyat       | 50,3 N  | 357,5 E  | 5,0           | Antropònim kumyk                                                                               | WGPSN       |
| Baker          | 62,5 N  | 40,3 E   | 109,0         | Joséphine Baker (1906-1975), ballarina estatunidenca nacionalitzada francesa                   | WGPSN       |
| Bakisat        | 26 N    | 356,8 E  | 7,4           | Antropònim txetxè                                                                              | WGPSN       |
| Balch          | 29,9 N  | 282,9 E  | 40,0          | Emily Greene Balch (1867-1961), economista estatunidenca                                       | WGPSN       |
| Ban Zhao       | 17,1 N  | 147 E    | 39,0          | Ban Zhao (c. 35 aC-100), historiadora xinesa                                                   | WGPSN       |
| Baranamtarra   | 17,9 N  | 267,8 E  | 25,5          | Baranamtarra, reina de Messopotàmia (fl. segle xxiv aC)                                        | WGPSN       |
| Barauka        | 10,6 N  | 346,3 E  | 12,9          | Antropònim haussa                                                                              | WGPSN       |
| Barrera        | 16,6 N  | 109,4 E  | 27,0          | Oliva Sabuco de Nantes Barrera (1562-1622), escriptora i filòsofa espanyola                    | WGPSN       |
| Barrymore      | 52,3 S  | 195,7 E  | 56,6          | Ethel Barrymore (1879-1959), actriu estatunidenca                                              | WGPSN       |
| Barsova        | 61,3 N  | 223 E    | 76,0          | Valéria Bàrsova (1892-1967), cantant russa                                                     | WGPSN       |
| Barto          | 45,3 N  | 146,3 E  | 48,0          | Àgnia Bartó (1906-1981), poetessa russa                                                        | WGPSN       |
| Barton         | 27,4 N  | 337,5 E  | 52,2          | Clara Barton (1821-1912), fundadora de la Creu Roja als Estats Units d'Amèrica                 | WGPSN       |
| Bascom         | 10,4 S  | 302,2 E  | 34,6          | Florence Bascom (1862-1945), geòloga estatunidenca                                             | WGPSN       |
| Bashkirtseff   | 14,7 N  | 194 E    | 36,2          | Marie Bashkirtseff (1858-1884), pintora russa                                                  | WGPSN       |
| Bassi          | 19 S    | 64,6 E   | 31,0          | Laura Bassi (1711-1778), física i matemàtica italiana                                          | WGPSN       |
| Bathsheba      | 15,1 S  | 49,5 E   | 32,3          | Betsabé (c. 1030 aC), reina d'Israel                                                           | WGPSN       |
| Batten         | 15,2 N  | 217,4 E  | 65,0          | Jean Batten (1909-1982), aviadora neozelandesa                                                 | WGPSN       |
| Batya          | 72,7 N  | 235,4 E  | 9,3           | Antropònim hebreu                                                                              | WGPSN       |
| Beecher        | 13 N    | 253,4 E  | 40,4          | Catharine Beecher (1800-1878), pedagoga estatunidenca                                          | WGPSN       |
| Behn           | 32,4 S  | 142 E    | 25,4          | Aphra Behn (1640-1689), novel·lista britànica                                                  | WGPSN       |
| Bender         | 13 S    | 327,4 E  | 39,8          | Heidi Julia Bender (1979-1991), artista i escriptora estatunidenca                             | WGPSN       |
| Berggolts      | 63,5 S  | 53 E     | 29,5          | Olga Bergholz (1910-1975), poetessa russa                                                      | WGPSN       |
| Bernadette     | 46,6 S  | 285,6 E  | 12,8          | Antropònim francès                                                                             | WGPSN       |
| Bernhardt      | 31,6 N  | 84,4 E   | 25,3          | Sarah Bernhardt (1844-1923), actriu francesa                                                   | WGPSN       |
| Bernice        | 40,7 S  | 14,8 E   | 12,6          | Antropònim grec                                                                                | WGPSN       |
| Berta          | 62 N    | 322 E    | 20,0          | Antropònim finès                                                                               | WGPSN       |
| Bette          | 24,6 S  | 347,9 E  | 7,2           | Antropònim alemany (diminutiu d'Elizabeth)                                                     | WGPSN       |
| Bickerdyke     | 82 S    | 171,3 E  | 36,3          | Mary Ann Bickerdyke (1817-1901), infermera estatunidenca                                       | WGPSN       |
| Bineta         | 57,3 N  | 144,1 E  | 10,7          | Antropònim mandé                                                                               | WGPSN       |
| Birute         | 36,1 N  | 32 E     | 22,3          | Antropònim lituà                                                                               | WGPSN       |
| Blackburne     | 11 N    | 183,9 E  | 30,5          | Anna Blackburne (1726-1793), naturalista britànica                                             | WGPSN       |
| Blanche        | 9,3 S   | 157 E    | 12,3          | Antropònim francès                                                                             | WGPSN       |
| Blixen         | 60,1 S  | 145,7 E  | 20,8          | Karen Blixen (1885-1962), escriptora danesa                                                    | WGPSN       |
| Bly            | 37,7 N  | 305,5 E  | 18,7          | Nellie Bly (1867-1892), periodista estatunidenca                                               | WGPSN       |
| Boivin         | 4,3 N   | 299,5 E  | 20,4          | Marie Boivin (1773-1847), matrona, obstreta i investigadora francesa                           | WGPSN       |
| Boleyn         | 24,4 N  | 220,1 E  | 70,4          | Anna Bolena (1507-1536), reina d'Anglaterra                                                    | WGPSN       |
| Bonnevie       | 36,1 S  | 127 E    | 92,2          | Kristine Bonnevie (1872-1948), biòloga noruega                                                 | WGPSN       |
| Bonnin         | 6,3 S   | 117,6 E  | 28,5          | Gertrude Simmons Bonnin «Zitkala-Ša» (1875-1938), escriptora i activista lakota                | WGPSN       |
| Boulanger      | 26,6 S  | 99,2 E   | 71,5          | Nadia Boulanger (1881-1979), pianista i compositora francesa                                   | WGPSN       |
| Bourke-White   | 21,2 N  | 147,9 E  | 33,6          | Margaret Bourke-White (1905-1971), fotògrafa estatunidenca                                     | WGPSN       |
| Boyd           | 39,4 S  | 221,4 E  | 22,0          | Louise Arner Boyd (1887-1972), exploradora estatunidenca                                       | WGPSN       |
| Boye           | 9,6 S   | 292,3 E  | 28,0          | Karin Boye (1900-1941), poetessa i novel·lista sueca                                           | WGPSN       |
| Bradstreet     | 16,5 N  | 47,7 E   | 36,0          | Anne Bradstreet (c. 1612-1672), poetessa estatunidenca                                         | WGPSN       |
| Bridgit        | 45,3 S  | 348,9 E  | 10,0          | Antropònim irlandès                                                                            | WGPSN       |
| Brooke         | 48,4 N  | 296,6 E  | 22,9          | Frances Brooke (1724-1789), novel·lista britànica                                              | WGPSN       |
| Browning       | 28,3 N  | 4,9 E    | 23,4          | Elizabeth Browning (1806-1861), poetessa britànica                                             | WGPSN       |
| Bryce          | 62,5 S  | 197 E    | 23,9          | Lucy Bryce (1897-1968), investigadora mèdica australiana                                       | WGPSN       |
| Buck           | 5,7 S   | 349,6 E  | 21,8          | Pearl S. Buck (1892-1973), escriptora estatunidenca                                            | WGPSN       |
| Budevska       | 0,5 N   | 143,2 E  | 18,0          | Adriana Budevska (1878-1955), actriu búlgara                                                   | WGPSN       |
| Bugoslavskaya  | 23 S    | 300,4 E  | 29,9          | Yevgenia Bugoslavskaya (1899-1960), astrònoma russa                                            | WGPSN       |
| Caccini        | 17,4 N  | 170,4 E  | 38,1          | Francesca Caccini (1587- c. 1641), compositora i poetessa italiana                             | WGPSN       |
| Caitlin        | 65,3 S  | 12 E     | 14,7          | Antropònim gal·lès                                                                             | WGPSN       |
| Caiwenji       | 12,4 S  | 287,6 E  | 22,6          | Cai Wenji (c. 174-178 - c. 206), compositora i poetessa xinesa                                 | WGPSN       |
| Caldwell       | 23,6 N  | 112,4 E  | 51,0          | Taylor Caldwell (1900-1985), escriptora estatunidenca                                          | WGPSN       |
| Callas         | 2,4 N   | 27 E     | 33,8          | Maria Callas (1923-1977), cantant d'òpera grega-estatunidenca                                  | WGPSN       |
| Callirhoe      | 21,2 N  | 140,7 E  | 33,8          | Cal·lírroe de Sició (fl. 600 aC), pintora i escultora grega                                    | WGPSN       |
| Caroline       | 6,9 N   | 306,3 E  | 18,0          | Antropònim francès                                                                             | WGPSN       |
| Carr           | 24 S    | 295,7 E  | 31,9          | Emily Carr (1871-1945), pintora canadenca                                                      | WGPSN       |
| Carreno        | 3,9 S   | 16,1 E   | 57,0          | Teresa Carreño (1853-1917), pianista i compositora veneçolana                                  | WGPSN       |
| Carson         | 24,2 S  | 344,1 E  | 38,8          | Rachel Carson (1907-1964), biòloga marina, ecologista i escriptora estatunidenca               | WGPSN       |
| Carter         | 5,3 N   | 67,3 E   | 17,5          | Maybelle Carter (1909-1978), cantant de música country estatunidenca                           | WGPSN       |
| Castro         | 3,4 N   | 233,9 E  | 22,9          | Rosalía de Castro (1837-1885), poetessa i novel·lista espanyola                                | WGPSN       |
| Cather         | 47,1 N  | 107 E    | 24,6          | Willa Cather (1876-1947), escriptora estatunidenca                                             | WGPSN       |
| Centlivre      | 19,1 N  | 290,4 E  | 28,8          | Susanna Centlivre (c. 1667-1723), actriu britànica                                             | WGPSN       |
| Chapelle       | 6,4 N   | 103,8 E  | 22,0          | Dickey Chapelle (1919-1965), fotoperiodista de guerra estatunidenca morta al Vietnam           | WGPSN       |
| Chechek        | 2,6 S   | 272,3 E  | 7,2           | Antropònim tuvà                                                                                | WGPSN       |
| Chiyojo        | 47,8 S  | 95,7 E   | 40,2          | Chiyo-ni (1703-1775), monja budista i poetessa japonesa                                        | WGPSN       |
| Chloe          | 7,4 S   | 98,6 E   | 18,6          | Antropònim grec                                                                                | WGPSN       |
| Cholpon        | 40 N    | 290 E    | 6,3           | Antropònim kirguís                                                                             | WGPSN       |
| Christie       | 28,3 N  | 72,7 E   | 23,3          | Agatha Christie (1891-1976), novel·lista britànica                                             | WGPSN       |
| Chubado        | 45,3 N  | 5,6 E    | 7,0           | Antropònim fulbe                                                                               | WGPSN       |
| Clara          | 37,5 S  | 235,3 E  | 3,2           | Antropònim llatí                                                                               | WGPSN       |
| Clementina     | 35,9 N  | 208,6 E  | 4,0           | Antropònim portuguès (d'origen francès, Clementine)                                            | WGPSN       |
| Cleopatra      | 65,8 N  | 7,1 E    | 105,0         | Cleòpatra VII (69 aC-30), reina d'Egipte                                                       | WGPSN       |
| Cline          | 21,8 S  | 317,1 E  | 38,0          | Patsy Cline (1932-1963), cantant estatunidenca                                                 | WGPSN       |
| Clio           | 6,3 N   | 333,5 E  | 11,4          | Antropònim grec                                                                                | WGPSN       |
| Cochran        | 51,9 N  | 143,4 E  | 100,0         | Jacqueline Cochran (c 1906-1980), aviadora estatunidenca                                       | WGPSN       |
| Cohn           | 33,3 S  | 208,1 E  | 18,3          | Carola Cohn (1892-1964), artista i escriptora australiana                                      | WGPSN       |
| Colleen        | 60,8 S  | 162,2 E  | 13,5          | Antropònim irlandès                                                                            | WGPSN       |
| Comnena        | 1,2 N   | 343,7 E  | 19,5          | Anna Comnena (1083-1148), princesa i historiadora romana d'Orient                              | WGPSN       |
| Conway         | 48,3 N  | 39 E     | 49,3          | Anne Conway (1631-1679), filòsofa britànica                                                    | WGPSN       |
| Cori           | 25,4 N  | 72,9 E   | 56,1          | Gerty Cori (1896-1957), bioquímica txeca-estatunidenca i premi Nobel                           | WGPSN       |
| Corinna        | 22,9 N  | 40,6 E   | 19,2          | Corinna (fl. 490 aC), poetessa grega                                                           | WGPSN       |
| Corpman        | 0,3 N   | 151,8 E  | 46,0          | Elizabeth Hevelius (1647-1693), astrònoma polonesa                                             | WGPSN       |
| Cortese        | 11,4 S  | 218,4 E  | 27,7          | Isabella Cortese (fl. 1561), alquimista italiana                                               | WGPSN       |
| Cotton         | 70,8 N  | 300,2 E  | 48,1          | Eugénie Cotton (1881-1967), científica i activista pels drets de la dona francesa              | WGPSN       |
| Cunitz         | 14,5 N  | 350,9 E  | 48,6          | Maria Cunitz (1610-1664), astrònoma i matemàtica de Silèsia                                    | WGPSN       |
| Cynthia        | 16,7 S  | 347,5 E  | 15,9          | Antropònim grec                                                                                | WGPSN       |
| Dado           | 13,9 S  | 87,6 E   | 11,2          | Antropònim fulbe                                                                               | WGPSN       |
| Dafina         | 28,6 N  | 244,1 E  | 5,5           | Antropònim albanès                                                                             | WGPSN       |
| Danilova       | 26,4 S  | 337,2 E  | 48,8          | Maria Danilova (1793-1810), ballarina de ballet russa                                          | WGPSN       |
| Danute         | 63,5 S  | 56,5 E   | 12,3          | Antropònim lituà                                                                               | WGPSN       |
| Daphne         | 41,3 N  | 280,4 E  | 15,5          | Antropònim grec                                                                                | WGPSN       |
| Darline        | 19,3 S  | 232,6 E  | 13,0          | Antropònim anglo-saxó                                                                          | WGPSN       |
| Dashkova       | 78,2 N  | 306,5 E  | 45,1          | Iekaterina Dàixkova (1743-1810), política, escriptora i filòloga russa                         | WGPSN       |
| Datsolalee     | 38,3 N  | 171,8 E  | 17,5          | Dat So La Lee (1835-1925), cistellera washo                                                    | WGPSN       |
| de Ayala       | 12,4 N  | 31,9 E   | 19,0          | Josefa de Ayala (1630-1684, pintora espanyola                                                  | WGPSN       |
| de Beausoleil  | 5 S     | 102,8 E  | 28,2          | Martine de Beausoleil, (c. 1600-1642), enginyera de mines i mineralogista                      | WGPSN       |
| de Beauvoir    | 2 N     | 96,1 E   | 52,5          | Simone de Beauvoir (1908-1986), escriptora francesa                                            | WGPSN       |
| Deborah        | 37,3 S  | 10,6 E   | 9,7           | Antropònim hebreu                                                                              | WGPSN       |
| Defa           | 32,2 N  | 11,3 E   | 8,5           | Antropònim fulbe                                                                               | WGPSN       |
| Degu           | 27,3 N  | 289,9 E  | 5,5           | Antropònim adigué                                                                              | WGPSN       |
| Deken          | 47,1 N  | 288,5 E  | 48,0          | Aagje Deken (1741-1804), novel·lista neerlandesa                                               | WGPSN       |
| de Lalande     | 20,5 N  | 355 E    | 21,3          | Marie-Jeanne de Lalande (1768-1832), astrònoma francesa                                        | WGPSN       |
| Deledda        | 76 N    | 127,5 E  | 32,0          | Grazia Deledda (1871-1936), novel·lista italiana                                               | WGPSN       |
| Delilah        | 57,9 S  | 250,2 E  | 18,5          | Antropònim hebreu                                                                              | WGPSN       |
| Deloria        | 32 S    | 97,1 E   | 31,9          | Ella Cara Deloria (1888-1971), lingüista, antropologa i escriptora sioux                       | WGPSN       |
| Dena           | 20,7 S  | 338,7 E  | 2,4           | Antropònim lituà (canviat per Drena)                                                           | WGPSN       |
| Denise         | 14,4 S  | 94,7 E   | 2,0           | Antropònim grec                                                                                | WGPSN       |
| de Staël       | 37,4 N  | 324,3 E  | 25,0          | Anne de Staël (1766-1817), escriptora francesa                                                 | WGPSN       |
| d'Este         | 34,3 S  | 238,9 E  | 21,6          | Isabel d'Este (1474-1539), noble italiana                                                      | WGPSN       |
| Devorah        | 22,5 D  | 343,4 E  | 4,8           | Antropònim hebreu                                                                              | WGPSN       |
| Devorguilla    | 15,3 N  | 4 E      | 22,9          | Dervorguilla de Galloway (c. 1210-1290), noble escocesa                                        | WGPSN       |
| De Witt        | 6,5 S   | 275,6 E  | 20,7          | Lydia Maria Adams DeWitt (1859-1928), patòloga estatunidenca                                   | WGPSN       |
| Dheepa         | 21,6 S  | 176,3 E  | 4,7           | Antropònim hindi                                                                               | WGPSN       |
| Dickinson      | 74,6 N  | 177,2 E  | 67,5          | Emily Dickinson (1830-1886), poetessa estatunidenca                                            | WGPSN       |
| Dinah          | 62,9 S  | 37,1 E   | 15,6          | Antropònim hebreu                                                                              | WGPSN       |
| Dix            | 37 S    | 329 E    | 63,3          | Dorothea Dix (1802-1887), infermera i activista pels indigents malalts                         | WGPSN       |
| Dolores        | 51,4 N  | 201,6 E  | 12,6          | Antropònim castellà                                                                            | WGPSN       |
| Domnika        | 18,4 N  | 294,3 E  | 6,7           | Antropònim moldau                                                                              | WGPSN       |
| Doris          | 2,3 N   | 90 E     | 14,5          | Antropònim grec                                                                                | WGPSN       |
| Dorothy        | 35,4 S  | 11,3 E   | 8,4           | Antropònim grec                                                                                | WGPSN       |
| du Chatelet    | 21,5 N  | 165 E    | 18,5          | Émilie du Châtelet (1706-1749), matemàtica, física i escriptora francesa                       | WGPSN       |
| Duncan         | 68,1 N  | 291,7 E  | 40,3          | Isadora Duncan (1878-1927), ballarina estatunidenca                                            | WGPSN       |
| Dunghe         | 56,2 S  | 295,3 E  | 5,5           | Antropònim calmuc                                                                              | WGPSN       |
| Durant         | 62,3 S  | 227,7 E  | 21,1          | Ariel Durant (1898-1981), escriptora estatunidenca                                             | WGPSN       |
| Duse           | 82,5 S  | 358 E    | 30,4          | Eleonora Duse (1858-1924), actriu italiana                                                     | WGPSN       |
| Dyasya         | 5,1 N   | 297,6 E  | 7,8           | Antropònim nganasan                                                                            | WGPSN       |
| Edgeworth      | 32,2 N  | 22,8 E   | 29,0          | Maria Edgeworth (1767-1849), escriptora irlandesa                                              | WGPSN       |
| Edinger        | 68,8 S  | 208,5 E  | 33,3          | Tilly Edinger (1897-1967), geòloga estatunidenca                                               | WGPSN       |
| Efimova        | 81 N    | 223 E    | 26,5          | Nina Simonovich-Efimova (1877-1948), pintora i primera titellaire russa                        | WGPSN       |
| Eila           | 75 S    | 94,6 E   | 9,5           | Antropònim finès                                                                               | WGPSN       |
| Eileen         | 22,8 S  | 232,7 E  | 16,1          | Antropònim irlandès                                                                            | WGPSN       |
| Eini           | 41,6 S  | 96,4 E   | 5,9           | Antropònim finès                                                                               | WGPSN       |
| Elena          | 18,3 S  | 73,4 E   | 17,6          | Antropònim italià                                                                              | WGPSN       |
| Elenora        | 47,1 N  | 6,9 E    | 4,5           | Antropònim alemany (variant d'Eleanor)                                                         | WGPSN       |
| Elizabeth      | 59,1 N  | 215,4 E  | 10,5          | Antropònim hebreu                                                                              | WGPSN       |
| Ellen          | 22,8 S  | 281,3 E  | 14,6          | Antropònim alemany                                                                             | WGPSN       |
| Elma           | 10,1 S  | 91,1 E   | 10,2          | Antropònim finès                                                                               | WGPSN       |
| Elza           | 34,4 S  | 275,9 E  | 18,0          | Antropònim letó                                                                                | WGPSN       |
| Emilia         | 26,5 S  | 88,2 E   | 12,5          | Antropònim suec                                                                                | WGPSN       |
| Emma           | 13,7 S  | 302,3 E  | 11,8          | Antropònim alemany                                                                             | WGPSN       |
| Enid           | 16,4 N  | 352,1 E  | 9,2           | Antropònim celta                                                                               | WGPSN       |
| Erika          | 72 N    | 175,4 E  | 10,5          | Antropònim alemany                                                                             | WGPSN       |
| Erin           | 47 S    | 184,8 E  | 13,6          | Antropònim irlandès                                                                            | WGPSN       |
| Erinna         | 78 S    | 309,1 E  | 33,8          | Erinna (fl. segle VI aC), poetessa grega                                                       | WGPSN       |
| Erkeley        | 43,9 N  | 103,3 E  | 8,0           | Antropònim altai                                                                               | WGPSN       |
| Ermolova       | 60,3 N  | 154,4 E  | 60,9          | Maria Yermolova (1853-1928), actriu russa                                                      | WGPSN       |
| Erxleben       | 50,9 S  | 39,4 E   | 31,6          | Dorothea Erxleben (1715-1762), primera metgessa alemanya                                       | WGPSN       |
| Escoda         | 18,2 N  | 149,5 E  | 19,6          | Josefa Llanes Escoda (1898-1945), heroïna de guerra i treballadora social filipina             | WGPSN       |
| Esmeralda      | 64,4 N  | 104,5 E  | 9,8           | Antropònim romaní                                                                              | WGPSN       |
| Estelle        | 1,1 N   | 93,7 E   | 18,8          | Antropònim llatí                                                                               | WGPSN       |
| Esterica       | 36,8 N  | 3,6 E    | 3,6           | Antropònim romanès                                                                             | WGPSN       |
| Esther         | 19,4 N  | 21,8 E   | 17,6          | Antropònim persa                                                                               | WGPSN       |
| Eudocia        | 59,1 S  | 202 E    | 27,5          | Eudòxia Augusta (c. 401-460), emperadriu consort de l'Imperi Romà d'Orient                     | WGPSN       |
| Eugenia        | 80,6 N  | 105,4 E  | 6,0           | Antropònim grec                                                                                | WGPSN       |
| Evangeline     | 69,6 N  | 221,9 E  | 16,0          | Antropònim grec                                                                                | WGPSN       |
| Evelyn         | 61,2 S  | 212,3 E  | 18,0          | Antropònim celta                                                                               | WGPSN       |
| Evika          | 5,1 S   | 31,4 E   | 20,3          | Antropònim tàtar                                                                               | WGPSN       |
| Ezraela        | 57 N    | 186,8 E  | 7,8           | Antropònim hebreu                                                                              | WGPSN       |
| Faiga          | 4,9 N   | 170,9 E  | 9,6           | Antropònim anglosaxó                                                                           | WGPSN       |
| Faina          | 71,1 N  | 100,7 E  | 10,0          | Antropònim turc                                                                                | WGPSN       |
| Farida         | 4,8 N   | 39 E     | 18,0          | Antropònim àzeri                                                                               | WGPSN       |
| Fatima         | 17,8 S  | 31,9 E   | 14,5          | Antropònim àrab                                                                                | WGPSN       |
| Faufau         | 18,8 N  | 8,3 E    | 7,8           | Antropònim polinesi                                                                            | WGPSN       |
| Fava           | 0,7 S   | 87,4 E   | 9,7           | Antropònim kirguís                                                                             | WGPSN       |
| Fazu           | 32,4 N  | 106 E    | 6,1           | Antropònim àvar                                                                                | WGPSN       |
| Fedorets       | 59,7 N  | 65,6 E   | 57,6          | Valentina Aleksandrovna Fedorets (1923-1976), astrònoma russa                                  | WGPSN       |
| Felicia        | 19,8 S  | 226,5 E  | 11,5          | Antropònim llatí                                                                               | WGPSN       |
| Ferber         | 26,4 N  | 12,9 E   | 23,1          | Edna Ferber (1887-1968), escriptora estatunidenca                                              | WGPSN       |
| Fernandez      | 76,2 N  | 17,2 E   | 23,7          | Maria Antonia Vallejo Fernández «La Caramba» (1751-1787), cantant i ballarina espanyola        | WGPSN       |
| Ferrier        | 15,7 N  | 111,3 E  | 29,1          | Kathleen Ferrier (1912-1953), cantant d'òpera anglesa                                          | WGPSN       |
| Feruk          | 64 S    | 107,6 E  | 8,3           | Antropònim nivkh                                                                               | WGPSN       |
| Festa          | 11,5 N  | 27,2 E   | 35,3          | Matilde Festa (1890-1957), pintora i mosaïcista italiana                                       | WGPSN       |
| Fiona          | 5 N     | 166,6 E  | 3,5           | Antropònim celta                                                                               | WGPSN       |
| Firuza         | 51,8 N  | 108 E    | 6,0           | Antropònim persa                                                                               | WGPSN       |
| Flagstad       | 54,3 S  | 18,9 E   | 39,2          | Kirsten Flagstad (1895-1962), cantant d'òpera noruega                                          | WGPSN       |
| Florence       | 15,2 S  | 85 E     | 10,5          | Antropònim anglès                                                                              | WGPSN       |
| Flutra         | 68,4 S  | 112 E    | 6,0           | Antropònim albanès                                                                             | WGPSN       |
| Fossey         | 2 N     | 188,7 E  | 30,4          | Dian Fossey (1932-1985), zoóloga i primatòloga estatunidenca                                   | WGPSN       |
| Fouquet        | 15,1 S  | 203,5 E  | 47,8          | Marie Fouquet (1590-1681), metgessa, escriptora i filantropa                                   | WGPSN       |
| Francesca      | 28 S    | 57,7 E   | 17,0          | Antropònim italià                                                                              | WGPSN       |
| Frank          | 13,1 S  | 12,9 E   | 22,7          | Anne Frank (1929-1945), jove escriptora alemanya                                               | WGPSN       |
| Fredegonde     | 50,5 S  | 93,3 E   | 25,2          | Fredegunda (c. 545-597), reina dels francs                                                     | WGPSN       |
| Frida          | 68,2 N  | 55,6 E   | 21,6          | Antropònim suec                                                                                | WGPSN       |
| Frosya         | 29,5 N  | 113,4 E  | 9,8           | Antropònim rus                                                                                 | WGPSN       |
| Fukiko         | 23,1 S  | 105,8 E  | 13,9          | Antropònim japonès                                                                             | WGPSN       |
| Gabriela       | 17,8 S  | 240,4 E  | 17,5          | Antropònim hebreu                                                                              | WGPSN       |
| Gahano         | 80,2 S  | 77,4 E   | 4,5           | Antropònim seneca                                                                              | WGPSN       |
| Gail           | 16,1 S  | 97,5 E   | 10,0          | Antropònim hebreu                                                                              | WGPSN       |
| Galina         | 47,6 N  | 307,1 E  | 16,8          | Antropònim búlgar                                                                              | WGPSN       |
| Galindo        | 23,3 S  | 258,8 E  | 23,8          | Beatriz Galindo «la Latina» (1473-1535), escriptora i humanista castellana                     | WGPSN       |
| Gautier        | 26,3 N  | 42,8 E   | 59,3          | Judith Gautier (1845-1917), escriptora francesa                                                | WGPSN       |
| Gaze           | 17,9 N  | 240,2 E  | 33,3          | Vera Gaze (1899-1954), astrònoma russa                                                         | WGPSN       |
| Gentileschi    | 45,2 N  | 260,6 E  | 20,5          | Artemisia Gentileschi (1593-1654), pintora italiana                                            | WGPSN       |
| Georgina       | 20,4 S  | 58,8 E   | 5,9           | Antropònim grec                                                                                | WGPSN       |
| Germain        | 37,9 S  | 63,7 E   | 35,5          | Sophie Germain (1776-1831), matemàtica i filòsofa francesa                                     | WGPSN       |
| Giliani        | 72,9 S  | 142,1 E  | 19,9          | Alessandra Giliani (1307-1326), anatomista italiana                                            | WGPSN       |
| Gillian        | 15,2 S  | 50,1 E   | 14,7          | Antropònim llatí                                                                               | WGPSN       |
| Gilmore        | 6,7 S   | 132,8 E  | 21,3          | Mary Gilmore (1865-1962), poetessa i periodista australiana                                    | WGPSN       |
| Gina           | 78,1 N  | 76,5 E   | 14,6          | Antropònim italià                                                                              | WGPSN       |
| Giselle        | 11,8 S  | 298 E    | 10,4          | Antropònim francès                                                                             | WGPSN       |
| Glaspell       | 58,4 S  | 269,6 E  | 26,3          | Susan Glaspell (1876-1948), novel·lista i dramaturga estatunidenca                             | WGPSN       |
| Gloria         | 68,5 N  | 94,2 E   | 20,7          | Antropònim portuguès                                                                           | WGPSN       |
| Godiva         | 56,1 S  | 251,6 E  | 30,7          | Lady Godiva (968-1057), dama anglosaxona                                                       | WGPSN       |
| Goeppert-Mayer | 59,7 N  | 26,8 E   | 33,5          | Maria Goeppert-Mayer (1907-1972), física estatunidenca d'origen alemany i Premi Nobel          | WGPSN       |
| Golubkina      | 60,3 N  | 286,5 E  | 28,4          | Anna Golúbkina (1864-1927), escultora russa                                                    | WGPSN       |
| Goncharova     | 63 S    | 97,7 E   | 30,3          | Natàlia Gontxarova (1881-1962), pintora russa                                                  | WGPSN       |
| Grace          | 13,8 S  | 268,9 E  | 19,0          | Antropònim grec                                                                                | WGPSN       |
| Gražina        | 72,4 N  | 337,5 E  | 16,5          | Antropònim lituà                                                                               | WGPSN       |
| Greenaway      | 22,9 N  | 145,1 E  | 93,0          | Kate Greenaway (1846-1901), escriptora i il·lustradora de llibres infantils anglesa            | WGPSN       |
| Gregory        | 7,1 N   | 95,8 E   | 18,0          | Isabella Gregory (1852-1932), dramaturga irlandesa                                             | WGPSN       |
| Gretchen       | 59,7 S  | 212,3 E  | 20,8          | Antropònim alemany                                                                             | WGPSN       |
| Grey           | 52,4S   | 329,4 E  | 50,0          | Jane Grey (1537-1554), reina anglesa                                                           | WGPSN       |
| Grimke         | 17,2 N  | 215,3 E  | 34,8          | Sarah Grimke (1792-1873), feminista i abolicionista estatunidenca                              | WGPSN       |
| Guan Daosheng  | 61,1 S  | 181,8 E  | 43,6          | Guan Daosheng (1262-1319), poetessa, cal·lígrafa i pintora xinesa                              | WGPSN       |
| Gudrun         | 10,6 N  | 326,4 E  | 13,3          | Antropònim noruec                                                                              | WGPSN       |
| Guilbert       | 58 S    | 13,6 E   | 25,5          | Yvette Guilbert (1865-1944), cantant francesa                                                  | WGPSN       |
| Gulchatay      | 20,5 N  | 295,5 E  | 9,0           | Antropònim àrab                                                                                | WGPSN       |
| Gulnara        | 23,7 S  | 174 E    | 5,0           | Antropònim uzbek                                                                               | WGPSN       |
| Guzel          | 57,6 S  | 298,7 E  | 7,3           | Antropònim àrab                                                                                | WGPSN       |
| Gwynn          | 9,7 N   | 37,2 E   | 32,0          | Nell Gwyn (1650-1687), actriu i cortesana anglesa                                              | WGPSN       |
| Hadisha        | 39 S    | 97,2 E   | 8,9           | Antropònim kazakh                                                                              | WGPSN       |
| Halima         | 28,5 N  | 14,6 E   | 8,9           | Antropònim haussa                                                                              | WGPSN       |
| Halle          | 19,8 S  | 145,5 E  | 21,5          | Wilma Neruda (1839-1911), violinista austríaca                                                 | WGPSN       |
| Hamuda         | 62,9 N  | 2,5 E    | 15,8          | Antropònim hebreu                                                                              | WGPSN       |
| Hanka          | 27,3 S  | 114,3 E  | 5,0           | Antropònim txec                                                                                | WGPSN       |
| Hannah         | 17,9 N  | 102,6 E  | 19,8          | Antropònim hebreu                                                                              | WGPSN       |
| Hansberry      | 22,7 S  | 324,1 E  | 26,6          | Lorraine Hansberry (1930-1965), dramaturga estatunidenca                                       | WGPSN       |
| Hapei          | 66,1 N  | 178 E    | 4,2           | Antropònim xeiene                                                                              | WGPSN       |
| Hayashi        | 53,8 N  | 243,9 E  | 43,1          | Fumiko Hayashi (1903-1951), escriptora japonesa                                                | WGPSN       |
| Heather        | 6,8 S   | 334,1 E  | 11,5          | Antropònim anglès                                                                              | WGPSN       |
| Heidi          | 23,6 N  | 350,1 E  | 15,2          | Antropònim alemany                                                                             | WGPSN       |
| Helga          | 10,4 S  | 116,7 E  | 8,8           | Antropònim noruec                                                                              | WGPSN       |
| Hellman        | 4,7 N   | 356,3 E  | 34,7          | Lillian Hellman (1905-1984), dramaturga estatunidenca                                          | WGPSN       |
| Heloise        | 40 N    | 51,9 E   | 38,0          | Heloïsa (1101-1164), abadessa i escriptora francesa                                            | WGPSN       |
| Helvi          | 12,4 N  | 82,7 E   | 12,2          | Antropònim estonià                                                                             | WGPSN       |
| Henie          | 51,9 S  | 146 E    | 70,4          | Sonja Henie (1912-1969), patinadora artística sobre gel noruega                                | WGPSN       |
| Hepworth       | 5,1 N   | 94,7 E   | 62,6          | Barbara Hepworth (1903-1975), escultora britànica                                              | WGPSN       |
| Higgins        | 8,1 N   | 241,3 E  | 40,0          | Marguerite Higgins (1920-1966), periodista estatunidenca                                       | WGPSN       |
| Hilkka         | 69 S    | 72 E     | 10,3          | Antropònim finès                                                                               | WGPSN       |
| Himiko         | 19 N    | 124,3 E  | 36,6          | Himiko (c. 170-248), reina japonesa                                                            | WGPSN       |
| Hiriata        | 15,3 N  | 23,5 E   | 5,0           | Antropònim polinesi                                                                            | WGPSN       |
| Hiromi         | 35,2 N  | 287,3 E  | 6,0           | Antropònim japonès                                                                             | WGPSN       |
| Holiday        | 46,7 S  | 12,8 E   | 27,7          | Billie Holiday (1915-1959), cantant estatunidenca                                              | WGPSN       |
| Horner         | 23,4 N  | 97,7 E   | 25,2          | Mary Horner (1808-1873), geòloga i conquiliòloga britànica                                     | WGPSN       |
| Howe           | 45,7 S  | 174,8 E  | 38,6          | Julia Ward Howe (1819-1910), escriptora estatunidenca                                          | WGPSN       |
| Hsueh T'ao     | 52,6 S  | 13,8 E   | 21,0          | Xue Tao (768-831), cortesana i poetessa xinesa                                                 | WGPSN       |
| Hua Mulan      | 86,8 N  | 337,7 E  | 24,0          | Hua Mulan, llegendaria guerrera xinesa                                                         | WGPSN       |
| Huang Daopo    | 54,2 S  | 165,3 E  | 29,1          | Huang Daopo (c. 1245-1330), fundadora de la indústria tèxtil a la Xina                         | WGPSN       |
| Huarei         | 15 N    | 32,3 E   | 8,5           | Antropònim polinesi                                                                            | WGPSN       |
| Hull           | 59,4 N  | 263,6 E  | 47,3          | Peggy Hull (1889-1967), periodista i corresponsal de guerra estatunidenca                      | WGPSN       |
| Hurston        | 77,6 S  | 94,7 E   | 52,4          | Zora Neale Hurston (1891-1960), escriptora, antropòloga estatunidenca                          | WGPSN       |
| Hwangcini      | 6,3 N   | 141,8 E  | 30,2          | Hwang Jini (c 1506- c 1560), kisaeng coreana                                                   | WGPSN       |
| Icheko         | 6,6 N   | 97,9 E   | 5,9           | Antropònim evenki                                                                              | WGPSN       |
| Ichikawa       | 61,6 S  | 156,3 E  | 31,4          | Fusae Ichikawa (1893-1981), feminista japonesa                                                 | WGPSN       |
| Ilga           | 12,4 S  | 307,3 E  | 10,8          | Antropònim letó                                                                                | WGPSN       |
| Imagmi         | 48,4 S  | 100,7 E  | 7,6           | Antropònim inuktitut                                                                           | WGPSN       |
| Indira         | 64,1 N  | 289,8 E  | 16,6          | Antropònim hindi                                                                               | WGPSN       |
| Ines           | 67,1 S  | 241,9 E  | 11,2          | Antropònim castellà                                                                            | WGPSN       |
| Inga           | 38,1 N  | 226,6 E  | 10,0          | Antropònim danès                                                                               | WGPSN       |
| Ingrid         | 12,4 S  | 308,9 E  | 11,5          | Antropònim escandinau                                                                          | WGPSN       |
| Inira          | 43,1 S  | 239,4 E  | 16,5          | Antropònim inuktitut                                                                           | WGPSN       |
| Inkeri         | 28,3 S  | 223,9 E  | 10,1          | Antropònim finès                                                                               | WGPSN       |
| Iondra         | 10,5 N  | 286,5 E  | 7,9           | Antropònim selkup                                                                              | WGPSN       |
| Iraida         | 27,8 N  | 108,1 E  | 6,5           | Antropònim grec                                                                                | WGPSN       |
| Irene          | 49,8 N  | 134 E    | 13,6          | Antropònim grec                                                                                | WGPSN       |
| Irina          | 35 N    | 91,2 E   | 15,2          | Antropònim rus                                                                                 | WGPSN       |
| Irinuca        | 51,4 N  | 121,9 E  | 8,0           | Antropònim romanès                                                                             | WGPSN       |
| Irma           | 50,9 S  | 122 E    | 9,5           | Antropònim finès                                                                               | WGPSN       |
| Isabella       | 29,8 S  | 204,2 E  | 175,0         | Isabel I de Castella (1451-1504), reina de Castella                                            | WGPSN       |
| Isako          | 9 S     | 278 E    | 13,5          | Antropònim japonès                                                                             | WGPSN       |
| Isolde         | 74,5 S  | 211,9 E  | 11,9          | Antropònim anglès                                                                              | WGPSN       |
| Istadoy        | 51,8 S  | 132,6 E  | 5,4           | Antropònim tadjik                                                                              | WGPSN       |
| Ivka           | 68,2 N  | 303,8 E  | 14,9          | Antropònim serbocroat                                                                          | WGPSN       |
| Ivne           | 27 S    | 132,8 E  | 9,0           | Antropònim koriak                                                                              | WGPSN       |
| Izakay         | 12,3 S  | 210,8 E  | 10,2          | Antropònim txeremís                                                                            | WGPSN       |
| Izudyr         | 53,9 S  | 135,2 E  | 6,6           | Antropònim txeremís                                                                            | WGPSN       |
| Jaantje        | 46,5 N  | 123 E    | 7,8           | Antropònim holandès                                                                            | WGPSN       |
| Jacqueline     | 70,1 S  | 123,6 E  | 16,5          | Antropònim francès                                                                             | WGPSN       |
| Jadwiga        | 68,4 N  | 91 E     | 12,7          | Antropònim polonès                                                                             | WGPSN       |
| Jalgurik       | 42,3 S  | 125,1 E  | 7,5           | Antropònim evenki / tungús                                                                     | WGPSN       |
| Jamila         | 45,8 N  | 134,8 E  | 7,9           | Antropònim afganès                                                                             | WGPSN       |
| Jane           | 60,5 S  | 304,8 E  | 10,2          | Antropònim hebreu                                                                              | WGPSN       |
| Janice         | 87,3 N  | 261,9 E  | 10,0          | Antropònim anglès                                                                              | WGPSN       |
| Janina         | 2 S     | 135,7 E  | 9,3           | Antropònim polonès                                                                             | WGPSN       |
| Janyl          | 28 S    | 138,8 E  | 5,6           | Antropònim kirguís                                                                             | WGPSN       |
| Jasmin         | 15,6 N  | 61,6 E   | 15,1          | Antropònim àrab                                                                                | WGPSN       |
| Jeanne         | 40,1 N  | 331,5 E  | 19,4          | Antropònim francès                                                                             | WGPSN       |
| Jennifer       | 4,6 S   | 99,8 E   | 9,6           | Antropònim grec                                                                                | WGPSN       |
| Jerusha        | 22 S    | 342,7 E  | 17,2          | Antropònim hebreu                                                                              | WGPSN       |
| Jex-Blake      | 65,4 N  | 169,3 E  | 31,6          | Sophia Jex-Blake (1840-1912), metgessa anglesa                                                 | WGPSN       |
| Jhirad         | 16,8 S  | 105,6 E  | 50,2          | Jerusha Jhirad (1891-1984), metgessa índia                                                     | WGPSN       |
| Jitka          | 61,9 S  | 70,9 E   | 13,0          | Antropònim eslovac                                                                             | WGPSN       |
| Jocelyn        | 33,2 S  | 276,4 E  | 14,0          | Antropònim alemany                                                                             | WGPSN       |
| Jodi           | 35,7 S  | 68,7 E   | 10,2          | Antropònim anglès                                                                              | WGPSN       |
| Johanna        | 19,5 N  | 247,3 E  | 15,1          | Antropònim hebreu                                                                              | WGPSN       |
| Johnson        | 51,8 N  | 254,6 E  | 24,5          | Amy Johnson (1903-1941), aviadora australiana                                                  | WGPSN       |
| Joliot-Curie   | 1,6 S   | 62,4 E   | 91,1          | Irène Joliot-Curie (1897-1956), física francesa i premi Nobel                                  | WGPSN       |
| Joshee         | 5,5 N   | 288,7 E  | 37,0          | Anandi Gopal Joshi (1865-1887), metgessa índia                                                 | WGPSN       |
| Juanita        | 62,8 S  | 90 E     | 19,3          | Antropònim castellà                                                                            | WGPSN       |
| Judith         | 29,1 S  | 104,5 E  | 16,6          | Antropònim hebreu                                                                              | WGPSN       |
| Julie          | 51 N    | 242,6 E  | 13,5          | Antropònim alemany / txec                                                                      | WGPSN       |
| Jumaisat       | 15,1 S  | 135,6 E  | 7,5           | Antropònim kumyk                                                                               | WGPSN       |
| Jutta          | 0 N     | 142,6 E  | 7,0           | Antropònim finès                                                                               | WGPSN       |
| Kafutchi       | 26,7 N  | 16,4 E   | 7,1           | Antropònim bantu                                                                               | WGPSN       |
| Kahlo          | 59,9 S  | 178,9 E  | 35,6          | Frida Kahlo (1910-1954), pintora mexicana                                                      | WGPSN       |
| Kaikilani      | 32,8 S  | 163,2 E  | 19,9          | Kaikilani (c 1555), primera Mo'iwahine de Hawaii                                               | WGPSN       |
| Kaisa          | 13,5 N  | 293,3 E  | 12,0          | Antropònim finès                                                                               | WGPSN       |
| Kala           | 1,5 N   | 314,4 E  | 17,4          | Antropònim koriak                                                                              | WGPSN       |
| Kalombo        | 30,5 S  | 34 E     | 9,6           | Antropònim bantu                                                                               | WGPSN       |
| Kanik          | 32,5 S  | 249,9 E  | 16,5          | Antropònim sakhalín                                                                            | WGPSN       |
| Karen          | 12,4 S  | 17,7 E   | 10,5          | Antropònim grec                                                                                | WGPSN       |
| Karo           | 21,9 N  | 37,2 E   | 7,0           | Antropònim maori                                                                               | WGPSN       |
| Kartini        | 57,8 N  | 333 E    | 23,4          | Kartini (1879-1904), militant feminista javanesa                                               | WGPSN       |
| Kastusha       | 28,6 S  | 59,9 E   | 13,0          | Antropònim mordovià                                                                            | WGPSN       |
| Katrya         | 29,5 S  | 108,7 E  | 9,2           | Antropònim ucraïnès                                                                            | WGPSN       |
| Katya          | 57,8 N  | 285,7 E  | 10,5          | Antropònim rus                                                                                 | WGPSN       |
| Kauffman       | 49,4 N  | 27,1 E   | 25,5          | Angelika Kauffmann (1741-1807), pintora austrosuïssa                                           | WGPSN       |
| Kavtora        | 59 N    | 23,3 E   | 9,8           | Antropònim afganès                                                                             | WGPSN       |
| Kelea          | 8,9 N   | 25,6 E   | 24,5          | Keleanohoanaapiapi (c 1450), princesa i cap tribal maui                                        | WGPSN       |
| Kelila         | 52,6 N  | 191,8 E  | 5,0           | Antropònim hebreu                                                                              | WGPSN       |
| Kelly          | 4,8 S   | 359,2 E  | 11,2          | Antropònim gaèlic                                                                              | WGPSN       |
| Kemble         | 47,7 N  | 14,9 E   | 23,6          | Fanny Kemble (1809-1893), actriu anglesa                                                       | WGPSN       |
| Kenny          | 44,4 S  | 271,1 E  | 52,7          | Elizabeth Kenny (1886-1952), infermera i terapeuta australiana                                 | WGPSN       |
| Ketzia         | 3,9 N   | 300,5 E  | 14,6          | Antropònim hebreu                                                                              | WGPSN       |
| Khadako        | 54,2 N  | 139,3 E  | 7,4           | Antropònim iurac                                                                               | WGPSN       |
| Khafiza        | 6 N     | 299,2 E  | 7,0           | Antropònim àrab                                                                                | WGPSN       |
| Khatun         | 40,3 N  | 87,2 E   | 44,1          | Mihri Khantun (1456-1514), poetessa turca                                                      | WGPSN       |
| Khelifa        | 1,5 S   | 129,9 E  | 10,8          | Antropònim àrab                                                                                | WGPSN       |
| Kimitonga      | 25,1 S  | 48,3 E   | 5,0           | Antropònim polinesi                                                                            | WGPSN       |
| Kingsley       | 22,6 S  | 306,4 E  | 26,6          | Mary Kingsley (1862-1900), exploradora i escriptora anglesa                                    | WGPSN       |
| Kiris          | 20,9 N  | 98,8 E   | 13,3          | Antropònim letó                                                                                | WGPSN       |
| Kitna          | 28,9 S  | 277,3 E  | 15,3          | Antropònim kamtxatka                                                                           | WGPSN       |
| Klafsky        | 20,7 S  | 188,1 E  | 25,5          | Katherina Klafsky (1855-1896), cantant d'òpera hongaresa                                       | WGPSN       |
| Klenova        | 78,1 N  | 104,5 E  | 141,0         | Mariya Klenova (c 1910-1978), geòloga marina russa                                             | WGPSN       |
| Kodu           | 0,9 N   | 338,7 E  | 10,5          | Antropònim wòlof                                                                               | WGPSN       |
| Koidula        | 64,2 N  | 139,6 E  | 67,0          | Lydia Koidula (1843-1886), poetessa estoniana                                                  | WGPSN       |
| Koinyt         | 30,9 S  | 293,2 E  | 11,7          | Antropònim nivkh                                                                               | WGPSN       |
| Kollado        | 61 S    | 53,4 E   | 5,5           | Antropònim fulbe                                                                               | WGPSN       |
| Kollwitz       | 25,2 N  | 133,6 E  | 29,1          | Käthe Kollwitz (1867-1945), pintora, gravadora i escultora alemanya                            | WGPSN       |
| Konopnicka     | 14,5 N  | 166,6 E  | 20,1          | Marie Konopnicka (1842-1910), escriptora polonesa                                              | WGPSN       |
| Kosi           | 43,9 S  | 54,9 E   | 7,7           | Antropònim ewe                                                                                 | WGPSN       |
| Kristina       | 65,2 S  | 315,9 E  | 9,7           | Antropònim llatí (forma eslava de Christiana)                                                  | WGPSN       |
| Kumba          | 26,3 N  | 332,7 E  | 11,4          | Antropònim fulbe                                                                               | WGPSN       |
| Kumudu         | 61,3 N  | 154,1 E  | 4,4           | Antropònim singalès                                                                            | WGPSN       |
| Kuro           | 7,8 N   | 57,6 E   | 8,8           | Antropònim fulbe                                                                               | WGPSN       |
| Kyen           | 6,2 S   | 64,7 E   | 5,2           | Antropònim bantú                                                                               | WGPSN       |
| Kylli          | 41,1 N  | 67 E     | 13,2          | Antropònim finès                                                                               | WGPSN       |
| Lachappelle    | 26,7 N  | 336,7 E  | 36,8          | Marie Lachapelle (1769-1821), investigadora mèdica francesa                                    | WGPSN       |
| La Fayette     | 70,2 N  | 107,6 E  | 39,6          | Marie La Fayette (1634-1693), novel·lista francesa                                             | WGPSN       |
| Lagerlöf       | 81,2 N  | 285,2 E  | 56,0          | Selma Lagerlöf (1858-1940), novel·lista sueca                                                  | WGPSN       |
| Landowska      | 84,6 N  | 74,3 E   | 33,0          | Wanda Landowska (1877-1959), pianista polonesa                                                 | WGPSN       |
| Langtry        | 17 S    | 155 E    | 50,3          | Lillie Langtry (1853-1929), actriu anglesa                                                     | WGPSN       |
| Lara           | 4,2 S   | 2,9 E    | 3,4           | Antropònim llatí                                                                               | WGPSN       |
| Larisa         | 18,47 S | 131,06 E | 3,7           | Antropònim llatí                                                                               | WGPSN       |
| Laulani        | 68,2 S  | 121,2 E  | 12,4          | Antropònim hawaià                                                                              | WGPSN       |
| Laura          | 48,9 N  | 141,2 E  | 17,2          | Antropònim italià / castellà                                                                   | WGPSN       |
| Laurencin      | 15,4 S  | 46,5 E   | 29,8          | Marie Laurencin (1885-1956), pintora francesa                                                  | WGPSN       |
| Lazarus        | 52,9 S  | 127,2 E  | 24,2          | Emma Lazarus (1849-1887), poetessa estatunidenca                                               | WGPSN       |
| Leah           | 34,2 S  | 187,8 E  | 12,0          | Antropònim hebreu                                                                              | WGPSN       |
| Lebedeva       | 45,2 N  | 49,8 E   | 37,4          | Sarah Lebedeva (1881-1968), escultora russa                                                    | WGPSN       |
| Lehmann        | 44,1 S  | 39,1 E   | 21,7          | Inge lehmann (1888-1993), matemàtica i sismòloga danesa                                        | WGPSN       |
| Leida          | 23,3 S  | 266,6 E  | 18,8          | Antropònim estonià                                                                             | WGPSN       |
| Leila          | 44,2 S  | 86,8 E   | 18,8          | Antropònim àrab                                                                                | WGPSN       |
| Lena           | 39,5 N  | 23 E     | 15,2          | Antropònim rus                                                                                 | WGPSN       |
| Lenore         | 38,7 N  | 292,2 E  | 15,5          | Antropònim grec (variant d'Helena)                                                             | WGPSN       |
| Leona          | 3,1 S   | 169 E    | 3,0           | Antropònim grec                                                                                | WGPSN       |
| Leonard        | 73,8 S  | 185,2 E  | 31,7          | Wrexie Leonard (1867-1937), astrònoma estatunidenca                                            | WGPSN       |
| Leslie         | 11,2 S  | 13,5 E   | 7,2           | Antropònim anglès                                                                              | WGPSN       |
| Letitia        | 34,5 N  | 288,7 E  | 17,5          | Antropònim llatí                                                                               | WGPSN       |
| Leyster        | 1 N     | 260 E    | 45,8          | Judith Leyster (1609-1660), pintora holandesa                                                  | WGPSN       |
| Lhagva         | 75,8 S  | 300,1 E  | 7,9           | Antropònim mogol                                                                               | WGPSN       |
| Lida           | 36,6 N  | 273,9 E  | 20,3          | Antropònim rus                                                                                 | WGPSN       |
| Lilian         | 25,6 N  | 336 E    | 13,5          | Antropònim hebreu                                                                              | WGPSN       |
| Liliya         | 30,2 N  | 31,1 E   | 15,0          | Antropònim rus                                                                                 | WGPSN       |
| Lind           | 50,2 N  | 355 E    | 25,8          | Jenny Lind (1820-1887), cantant sueca                                                          | WGPSN       |
| Linda          | 12,4 S  | 2,8 E    | 7,1           | Antropònim llatí                                                                               | WGPSN       |
| Lineta         | 5 S     | 354,1 E  | 15,6          | Antropònim letó                                                                                | WGPSN       |
| Li Qingzhao    | 23,7 N  | 94,6 E   | 22,8          | Li Quingzhao (1085-1151), escriptora xinesa                                                    | WGPSN       |
| Lisa           | 29 N    | 182 E    | 4,5           | Antropònim hebreu (diminutiu d'Elísabeth)                                                      | WGPSN       |
| Liv            | 21,1 S  | 303,9 E  | 11,2          | Antropònim noruec                                                                              | WGPSN       |
| Loan           | 28,3 N  | 60 E     | 7,4           | Antropònim vietnamita                                                                          | WGPSN       |
| Lockwood       | 32,9 S  | 51,6 E   | 22,0          | Belva Lockwood (1830-1917), advocada i feminista estatunidenca                                 | WGPSN       |
| Lois           | 17,9 S  | 214,7 E  | 13,5          | Antropònim grec                                                                                | WGPSN       |
| Lonsdale       | 55,6 N  | 222,4 E  | 43,0          | Kathleen Lonsdale (1903-1971), física i cristal·lògrafa britànica                              | WGPSN       |
| Loretta        | 19,7 S  | 202,6 E  | 13,5          | Antropònim llatí                                                                               | WGPSN       |
| Lotta          | 51,1 N  | 335,9 E  | 11,8          | Antropònim suec                                                                                | WGPSN       |
| Lucia          | 62,1 S  | 67,8 E   | 16,0          | Antropònim llatí                                                                               | WGPSN       |
| Lullin         | 23 N    | 81,3 E   | 25,1          | Maria Lullin (1750-1831), entomòloga suïssa                                                    | WGPSN       |
| Lu Zhi         | 42,6 S  | 303,4 E  | 8,3           | Antropònim xinès                                                                               | WGPSN       |
| Lydia          | 10,7 N  | 340,7 E  | 15,2          | Antropònim grec                                                                                | WGPSN       |
| Lyon           | 66,5 S  | 270,6 E  | 12,4          | Mary Lyon (1797-1849), pionera en l'educació de les dones estatunidenca                        | WGPSN       |
| Lyuba          | 1,6 N   | 283,9 E  | 12,4          | Antropònim rus                                                                                 | WGPSN       |
| Lyudmila       | 62,1 N  | 329,7 E  | 14,1          | Antropònim rus                                                                                 | WGPSN       |
| Maa-Ling       | 14,7 S  | 359,5 E  | 6,0           | Antropònim xinès                                                                               | WGPSN       |
| MacDonald      | 30 N    | 120,7 E  | 17,6          | Flora MacDonald (1722-1790), heroïna escocesa                                                  | WGPSN       |
| Madeleine      | 4,7 S   | 293,2 E  | 16,0          | Antropònim francès                                                                             | WGPSN       |
| Madina         | 22,7 N  | 58 E     | 6,3           | Antropònim kabardí                                                                             | WGPSN       |
| Mae            | 40,5 S  | 345,2 E  | 7,5           | Antropònim grec (derivat de Margarita)                                                         | WGPSN       |
| Magda          | 67 N    | 329,7 E  | 10,1          | Antropònim danès                                                                               | WGPSN       |
| Magdalena      | 11,2 S  | 48,7 E   | 11,5          | Antropònim castellà (d'origen hebreu)                                                          | WGPSN       |
| Magnani        | 58,6 N  | 337,2 E  | 26,4          | Anna Magnani (1908-1973), actriu italiana                                                      | WGPSN       |
| Mahina         | 2 S     | 182,2 E  | 15,4          | Antropònim hawaià                                                                              | WGPSN       |
| Makola         | 3,8 S   | 106,7 E  | 16,6          | Antropònim hawaià                                                                              | WGPSN       |
| Maltby         | 23,3 S  | 119,7 E  | 36,6          | Margaret Maltby (1860-1944), física estatunidenca                                              | WGPSN       |
| Mamajan        | 65,1 S  | 257,3 E  | 2,0           | Antropònim turc                                                                                | WGPSN       |
| Mansa          | 33,9 S  | 63,4 E   | 8,1           | Antropònim àkan                                                                                | WGPSN       |
| Manton         | 9,3 N   | 26,9 E   | 20,5          | Sidnie Manton (1902-1980), zoòloga britànica; Irene Manton (1904-1988), botànica britànica     | WGPSN       |
| Manzolini      | 25,6 N  | 91,3 E   | 41,8          | Anna Manzolini (1716-1774), anatomista italiana                                                | WGPSN       |
| Maranda        | 4,9 N   | 169,7 E  | 16,8          | Antropònim letó                                                                                | WGPSN       |
| Marere         | 19,6 N  | 65,8 E   | 6,3           | Antropònim polinesi                                                                            | WGPSN       |
| Maret          | 33,3 S  | 280,2 E  | 11,7          | Antropònim estonià                                                                             | WGPSN       |
| Margarita      | 12,7 N  | 9,2 E    | 13,0          | Antropònim grec                                                                                | WGPSN       |
| Margit         | 60,1 N  | 273,1 E  | 14,0          | Antropònim hongarès                                                                            | WGPSN       |
| Maria Celeste  | 23,4 N  | 140,4 E  | 97,5          | Maria Celeste (f. 1634), monja catòlica                                                        | WGPSN       |
| Marianne       | 9,3 N   | 358 E    | 9,0           | Antropònim grec (derivat de Maria)                                                             | WGPSN       |
| Marie          | 21,7 S  | 232,4 E  | 14,2          | Antropònim francès                                                                             | WGPSN       |
| Mariko         | 23,3 S  | 132,9 E  | 12,9          | Antropònim japonès                                                                             | WGPSN       |
| Markham        | 4,1 S   | 155,6 E  | 71,8          | Beryl Markham (1902-1986), aviadora britànica                                                  | WGPSN       |
| Marsh          | 63,6 S  | 46,6 E   | 47,7          | Ngaio Marsh (1899-1982), novel·lista i dramaturga novazelandesa                                | WGPSN       |
| Martinez       | 11,7 S  | 174,7 E  | 23,5          | María Martínez (1886-1980), artesana i terrissaire pueblo                                      | WGPSN       |
| Marysya        | 53,3 N  | 75,1 E   | 6,3           | Antropònim belarús                                                                             | WGPSN       |
| Marzhan        | 58,9 S  | 248,3 E  | 13,8          | Antropònim karakalpak                                                                          | WGPSN       |
| Masako         | 30,2 S  | 53,2 E   | 23,8          | Hōjō Masako (1157-1225), regent japonesa                                                       | WGPSN       |
| Masha          | 60,7 N  | 88,5 E   | 6,4           | Antropònim rus                                                                                 | WGPSN       |
| Ma Shouzhen    | 35,7 S  | 92,5 E   | 18,9          | Ma Shouzhen (1592-1628), poetessa i pintora xinesa                                             | WGPSN       |
| Matahina       | 72,3 S  | 65,9 E   | 8,5           | Antropònim polinesi                                                                            | WGPSN       |
| Maurea         | 39,5 S  | 69,1 E   | 9,9           | Antropònim polinesi                                                                            | WGPSN       |
| Mbul'di        | 23,8 N  | 74,7 E   | 6,0           | Antropònim fulbe                                                                               | WGPSN       |
| Mead           | 12,5 N  | 57,2 E   | 270,0         | Margaret Mead (1901-1978), antropòloga estatunidenca                                           | WGPSN       |
| Medhavi        | 19,4 S  | 40,6 E   | 30,4          | Ramabai Medhavi (1858-1922), escriptora i humanista índia                                      | WGPSN       |
| Megan          | 61,8 S  | 130,6 E  | 15,8          | Antropònim gal·lès                                                                             | WGPSN       |
| Meitner        | 55,6 S  | 321,6 E  | 149,0         | Lise Meitner (1878-1968), física austríaca                                                     | WGPSN       |
| Melanie        | 62,8 S  | 144,3 E  | 12,3          | Antropònim grec                                                                                | WGPSN       |
| Melanka        | 34,4 N  | 19,2 E   | 9,0           | Antropònim ucraïnès                                                                            | WGPSN       |
| Melba          | 4,7 N   | 193,5 E  | 21,8          | Nellie Melba (1861-1931), cantant d'òpera australiana                                          | WGPSN       |
| Melina         | 69,9 S  | 319,5 E  | 12,7          | Antropònim grec                                                                                | WGPSN       |
| Meredith       | 14,5 S  | 278,9 E  | 11,4          | Antropònim anglès                                                                              | WGPSN       |
| Merian         | 34,5 N  | 76,3 E   | 22,2          | Maria Sibylla Merian (1647-1717) entomòloga alemanya                                           | WGPSN       |
| Merit Ptah     | 11,4 N  | 115,6 E  | 16,5          | Merit Ptah (f. 2700 aC), metgessa egípcia                                                      | WGPSN       |
| Michelle       | 19,6 S  | 40,5 E   | 15,0          | Antropònim francès                                                                             | WGPSN       |
| Mildred        | 51,7 S  | 348,3 E  | 12,0          | Antropònim anglès                                                                              | WGPSN       |
| Millay         | 24,4 N  | 111,2 E  | 48,0          | Edna St Vincent Millay (1892-1950), poetessa estatunidenca                                     | WGPSN       |
| Miovasu        | 72,1 N  | 99,9 E   | 4,5           | Antropònim xeiene                                                                              | WGPSN       |
| Mirabeau       | 1,1 N   | 284,3 E  | 23,8          | Sibylle Gabrielle Riquetti de Mirabeau «Gyp» (1849-1932), escriptora francesa                  | WGPSN       |
| Miriam         | 36,5 N  | 48,2 E   | 16,5          | Antropònim hebreu                                                                              | WGPSN       |
| Mona Lisa      | 25,6 N  | 25,1 E   | 79,4          | Lisa Gherardini (1479-1542), model del quadre Mona Lisa                                        | WGPSN       |
| Monika         | 72,3 N  | 122,4 E  | 25,5          | Antropònim alemany                                                                             | WGPSN       |
| Montessori     | 59,4 N  | 280 E    | 42,1          | Maria Montessori (1870-1952), pedagoga i científica italiana                                   | WGPSN       |
| Montez         | 17,9 N  | 266,5 E  | 21,1          | Lola Montez (1818-1861), ballarina irlandesa                                                   | WGPSN       |
| Moore          | 30,4 S  | 248,4 E  | 21,1          | Marianne Moore (1887-1972), poetessa estatunidenca                                             | WGPSN       |
| Morisot        | 61,2 S  | 211,3 E  | 48,0          | Berthe Morisot (1841-1895), pintora francesa                                                   | WGPSN       |
| Mosaido        | 17,3 N  | 75,2 E   | 7,4           | Antropònim fulbe                                                                               | WGPSN       |
| Moses          | 34,6 N  | 119,9 E  | 28,0          | Anna Mary Robertson Moses «Grandma Moses» (1860-1961), pintora estatunidenca                   | WGPSN       |
| Mowatt         | 14,6 S  | 292,3 E  | 38,4          | Anna Mowatt (1819-1870), actriu, dramaturga i escriptora estatunidenca                         | WGPSN       |
| Mu Guiying     | 41,2 N  | 81 E     | 32,3          | Mu Guiying, llegendària guerrera xinesa                                                        | WGPSN       |
| Mukhina        | 29,5 N  | 0,5 E    | 24,5          | Vera Múkhina (1889-1953), escultora russa                                                      | WGPSN       |
| Mumtaz-Mahal   | 30,3 N  | 228,4 E  | 38,2          | Mumtaz Mahal (1592-1631), emperadriu mogol                                                     | WGPSN       |
| Munter         | 15,3 S  | 39,3 E   | 32,1          | Gabriele Munter (1877-1962), pintora alemanya                                                  | WGPSN       |
| Muriel         | 41,7 S  | 12,4 E   | 20,2          | Antropònim grec                                                                                | WGPSN       |
| Nadeyka        | 54,8 S  | 305,3 E  | 9,3           | Antropònim belarús                                                                             | WGPSN       |
| Nadia          | 27,9 S  | 0,6 E    | 11,3          | Antropònim rus                                                                                 | WGPSN       |
| Nadine         | 7,8 N   | 359,1 E  | 18,6          | Antropònim francès                                                                             | WGPSN       |
| Nadira         | 44,1 N  | 201,5 E  | 31,4          | Nadira (1791-1842), poetessa uzbek                                                             | WGPSN       |
| Nakai          | 61 S    | 286,2 E  | 4,5           | Antropònim xeiene                                                                              | WGPSN       |
| Nalkowska      | 28,1 N  | 290 E    | 22,2          | Zofia Nałkowska (1884-1954), novel·lista i dramaturga polonesa                                 | WGPSN       |
| Nalkuta        | 30,1 N  | 307,8 E  | 6,5           | Antropònim osseta                                                                              | WGPSN       |
| Namiko         | 43,4 N  | 56,2 E   | 13,0          | Antropònim japonès                                                                             | WGPSN       |
| Nana           | 49,8 N  | 75,4 E   | 8,8           | Antropònim serbocroat                                                                          | WGPSN       |
| Nancy          | 6,4 N   | 272,2 E  | 4,4           | Antropònim anglès (d'origen hebreu)                                                            | WGPSN       |
| Nanichi        | 44,8 S  | 337,8 E  | 19,0          | Antropònim taïno                                                                               | WGPSN       |
| Naomi          | 6 N     | 70,3 E   | 17,5          | Antropònim hebreu                                                                              | WGPSN       |
| Nastya         | 49 S    | 275,8 E  | 12,5          | Antropònim rus (diminutiu d'Anastàsia)                                                         | WGPSN       |
| Natalia        | 67,1 N  | 272,9 E  | 10,8          | Antropònim romanès                                                                             | WGPSN       |
| Ndella         | 15,9 S  | 60,7 E   | 5,9           | Antropònim wòlof                                                                               | WGPSN       |
| Neda           | 16,7 N  | 313,5 E  | 7,7           | Antropònim macedònic                                                                           | WGPSN       |
| Nedko          | 8,8 S   | 317,6 E  | 8,5           | Antropònim iurac                                                                               | WGPSN       |
| Neeltje        | 12,4 N  | 124,4 E  | 10,0          | Antropònim holandés                                                                            | WGPSN       |
| Nelike         | 26,8 S  | 329,2 E  | 6,3           | Antropònim hezhen                                                                              | WGPSN       |
| Nemcová        | 5,9 N   | 125,1 E  | 22,9          | Božena Němcová (1820-1882), novel·lista i poetessa txeca                                       | WGPSN       |
| Nevelson       | 35,3 S  | 307,8 E  | 69,8          | Louise Nevelson (1899-1988), escultora estatunidenca                                           | WGPSN       |
| Ngaio          | 53,3 S  | 61,8 E   | 9,5           | Antropònim maori                                                                               | WGPSN       |
| Ngone          | 6 N     | 331,9 E  | 12,2          | Antropònim wòlof                                                                               | WGPSN       |
| Nicole         | 48,4 N  | 259,3 E  | 6,4           | Antropònim francès                                                                             | WGPSN       |
| Nijinskaya     | 25,8 N  | 122,5 E  | 36,2          | Bronislava Nijinskaya (1891-1972), ballarina russa                                             | WGPSN       |
| Nilanti        | 38,2 S  | 331,4 E  | 9,2           | Antropònim singalès                                                                            | WGPSN       |
| Nilsson        | 75,9 S  | 277,6 E  | 27,3          | Christine Nilsson (1843-1921), violinista i cantant d'òpera sueca                              | WGPSN       |
| Nin            | 3,9 S   | 266,4 E  | 27,1          | Anaïs Nin (1903-1977), novel·lista francesa                                                    | WGPSN       |
| Nina           | 55,5 S  | 238,7 E  | 24,6          | Antropònim rus                                                                                 | WGPSN       |
| Ninzi          | 15,9 N  | 331,7 E  | 7,1           | Antropònim burma                                                                               | WGPSN       |
| Nofret         | 58,8 S  | 252,2 E  | 22,5          | Nofret (c 1900 aC), reina d'Egipte                                                             | WGPSN       |
| Nomeda         | 49,2 S  | 55,5 E   | 10,4          | Antropònim lituà                                                                               | WGPSN       |
| Noreen         | 33,6 N  | 22,7 E   | 18,6          | Antropònim irlandès                                                                            | WGPSN       |
| Noriko         | 5,3 S   | 358,3 E  | 7,5           | Antropònim japonès                                                                             | WGPSN       |
| Nsele          | 6,7 N   | 64,2 E   | 5,1           | Antropònim malinke                                                                             | WGPSN       |
| Nuon           | 78,6 N  | 336,6 E  | 6,5           | Antropònim khmer                                                                               | WGPSN       |
| Nuriet         | 20,6 N  | 245,6 E  | 17,9          | Antropònim adigué                                                                              | WGPSN       |
| Nutsa          | 27,5 N  | 341,2 E  | 8,0           | Antropònim abkhaz                                                                              | WGPSN       |
| Nyal'ga        | 17 N    | 64,5 E   | 5,5           | Antropònim fulbe                                                                               | WGPSN       |
| Nyele          | 22,7 S  | 318,4 E  | 11,9          | Antropònim malinke                                                                             | WGPSN       |
| Nyogari        | 46,4 S  | 306,4 E  | 13,0          | Antropònim ewe                                                                                 | WGPSN       |
| Oakley         | 29,3 S  | 310,5 E  | 18,4          | Annie Oakley (1860-1926), tiradora d'elit estatunidenca                                        | WGPSN       |
| Obukhova       | 70,7 N  | 289,7 E  | 46,0          | Nadezhda Obukhova (1886-1961), cantant russa                                                   | WGPSN       |
| O'Connor       | 26 S    | 143,9 E  | 30,4          | Flannery O'Connor (1925-1964), novel·lista estatunidenca                                       | WGPSN       |
| Odarka         | 40,8 N  | 138,2 E  | 7,0           | Antropònim ucraïnès                                                                            | WGPSN       |
| Odikha         | 41,6 S  | 238,1 E  | 10,6          | Antropònim uzbek                                                                               | WGPSN       |
| Odilia         | 81,2 N  | 200,2 E  | 20,8          | Antropònim portuguès                                                                           | WGPSN       |
| Ogulbek        | 2,4 N   | 145 E    | 6,5           | Antropònim turc                                                                                | WGPSN       |
| Oivit          | 73,9 S  | 195,5 E  | 4,8           | Antropònim xeiene                                                                              | WGPSN       |
| O'Keeffe       | 24,5 N  | 228,8 E  | 76,9          | Georgia O'Keeffe (1887-1986), artista estatunidenca                                            | WGPSN       |
| Oksana         | 11,9 N  | 352 E    | 7,7           | Antropònim ucraïnès                                                                            | WGPSN       |
| Oku            | 64,2 S  | 232,2 E  | 13,3          | Antropònim carelià                                                                             | WGPSN       |
| Olena          | 10,9 N  | 149 E    | 7,0           | Antropònim ucraïnès                                                                            | WGPSN       |
| Olesnicka      | 18,3 N  | 210,9 E  | 33,0          | Zofia Oleśnicka (fl. 1567), poetessa polonesa                                                  | WGPSN       |
| Olesya         | 5,6 N   | 273,3 E  | 12,0          | Antropònim ucraïnès                                                                            | WGPSN       |
| Olga           | 26,1 N  | 283,8 E  | 15,5          | Antropònim rus                                                                                 | WGPSN       |
| Olivia         | 37,2 N  | 207,9 E  | 10,2          | Antropònim holandès                                                                            | WGPSN       |
| Olya           | 51,4 N  | 291,8 E  | 13,4          | Antropònim rus                                                                                 | WGPSN       |
| Oma            | 42,7 S  | 329,1 E  | 7,6           | Antropònim sioux                                                                               | WGPSN       |
| Onissya        | 25,6 S  | 150,2 E  | 8,2           | Antropònim komi-permiac                                                                        | WGPSN       |
| Opika          | 57,1 S  | 151,9 E  | 9,8           | Antropònim txuvaix                                                                             | WGPSN       |
| Orczy          | 3,7 N   | 52,3 E   | 26,9          | Emmuska Orczy (1865-1947), novel·lista i dramaturga hongaresa                                  | WGPSN       |
| Orguk          | 23,5 S  | 198,2 E  | 11,7          | Antropònim nivkh                                                                               | WGPSN       |
| Orlette        | 68,1 S  | 193,3 E  | 12,5          | Antropònim francès                                                                             | WGPSN       |
| Orlova         | 56,5 N  | 235 E    | 19,6          | Lyubov Orlova (1902-1975), actriu russa                                                        | WGPSN       |
| Ortensia       | 7,6 N   | 155,7 E  | 7,0           | Antropònim italià                                                                              | WGPSN       |
| Oshalche       | 29,7 N  | 155,5 E  | 8,3           | Antropònim mari                                                                                | WGPSN       |
| Osipenko       | 71,2 N  | 321 E    | 30,0          | Polina Ossipenko (1907-1939), aviadora russa                                                   | WGPSN       |
| Ottavia        | 47,5 S  | 187,1 E  | 12,9          | Antropònim llatí                                                                               | WGPSN       |
| Outi           | 61,6 N  | 267,7 E  | 10,5          | Antropònim finès                                                                               | WGPSN       |
| Paige          | 1,2 S   | 24,6 E   | 6,8           | Antropònim italià                                                                              | WGPSN       |
| Pamela         | 11 N    | 238,5 E  | 14,2          | Antropònim anglès                                                                              | WGPSN       |
| Parishan       | 0,2 S   | 146,5 E  | 6,8           | Antropònim kurd                                                                                | WGPSN       |
| Parra          | 20,5 N  | 78,5 E   | 42,4          | Violeta Parra (1917-1967), cantautora xilena                                                   | WGPSN       |
| Parvina        | 62,2 S  | 153 E    | 7,0           | Antropònim persa                                                                               | WGPSN       |
| Pasha          | 42,7 N  | 156,3 E  | 7,2           | Antropònim rus i persa                                                                         | WGPSN       |
| Pat            | 2,9 N   | 262,6 E  | 10,1          | Antropònim anglès                                                                              | WGPSN       |
| Patimat        | 1,3 S   | 156,5 E  | 5,1           | Antropònim àvar                                                                                | WGPSN       |
| Patti          | 35 N    | 301,6 E  | 47,0          | Adelina Patti (1843-1919), cantant d'òpera italiana                                            | WGPSN       |
| Pavlinka       | 25,5 S  | 158,7 E  | 7,5           | Antropònim belarús                                                                             | WGPSN       |
| Peck           | 28,9 S  | 294,3 E  | 30,4          | Annie Peck (1850-1935), pedagoga i muntanyenca estatunidenca                                   | WGPSN       |
| Peggy          | 20,4 S  | 357,2 E  | 11,9          | Antropònim anglès (diminutiu de Margaret)                                                      | WGPSN       |
| Peña           | 23,6 S  | 190,6 E  | 29,6          | Tonita Peña «Quah Ah» (1895-1949), artista pueblo                                              | WGPSN       |
| Phaedra        | 35,9 N  | 252,7 E  | 15,7          | Antropònim grec                                                                                | WGPSN       |
| Philomena      | 40,7 S  | 151,9 E  | 14,8          | Antropònim grec                                                                                | WGPSN       |
| Phryne         | 46,2 S  | 314,7 E  | 39,4          | Frine (371 - 310 aC), hetera grega                                                             | WGPSN       |
| Phyllis        | 12,3 N  | 132,4 E  | 11,4          | Antropònim grec                                                                                | WGPSN       |
| Piaf           | 0,8 N   | 5,3 E    | 39,1          | Édith Piaf (1915-1963), cantant francesa                                                       | WGPSN       |
| Piret          | 37,8 N  | 41,7 E   | 27,0          | Antropònim estonià                                                                             | WGPSN       |
| Pirkko         | 44,8 N  | 254,6 E  | 12,3          | Antropònim finès                                                                               | WGPSN       |
| Piscopia       | 1,5 N   | 190,9 E  | 26,2          | Elena Piscopia (1646-1684), pedagoga i matemàtica italiana                                     | WGPSN       |
| Polenova       | 45,5 S  | 335,5 E  | 41,0          | Elena Polina (1850-1898), pintora russa                                                        | WGPSN       |
| Polina         | 42,4 N  | 148,2 E  | 21,6          | Antropònim rus                                                                                 | WGPSN       |
| Ponselle       | 63 S    | 289,1 E  | 57,7          | Rosa Ponselle (1897-1981), cantant d'òpera estatunidenca                                       | WGPSN       |
| Potanina       | 31,6 N  | 53,1 E   | 94,2          | Aleksandra Potanina (1843-1893), exploradora russa                                             | WGPSN       |
| Potter         | 7,2 N   | 309,1 E  | 46,9          | Beatrix Potter (1866-1943), escriptora britànica                                               | WGPSN       |
| Prichard       | 44 N    | 11,5 E   | 23,3          | Catharina Prichard (1884-1969), escriptora australiana                                         | WGPSN       |
| Puhioia        | 20,6 N  | 69,4 E   | 5,5           | Antropònim maori                                                                               | WGPSN       |
| Purev          | 31,1 S  | 46,4 E   | 11,6          | Antropònim mogol                                                                               | WGPSN       |
| Pychik         | 62,4 S  | 33,8 E   | 10,1          | Antropònim txuktxi                                                                             | WGPSN       |
| Qarlygha       | 33 S    | 162,9 E  | 9,3           | Antropònim kazakh                                                                              | WGPSN       |
| Quimby         | 5,7 S   | 76,7 E   | 23,2          | Harriet Quimby (1884-1912), aviadora estatunidenca                                             | WGPSN       |
| Qulzhan        | 23,5 N  | 165,4 E  | 7,9           | Antropònim kazakh                                                                              | WGPSN       |
| Quslu          | 6,2 N   | 166,8 E  | 8,7           | Antropònim kazakh                                                                              | WGPSN       |
| Rachel         | 48,7 S  | 13,5 E   | 12,5          | Antropònim hebreu                                                                              | WGPSN       |
| Radhika        | 30,3 S  | 166,4 E  | 7,9           | Antropònim tàmil                                                                               | WGPSN       |
| Radka          | 75,6 N  | 96,3 E   | 10,5          | Antropònim búlgar                                                                              | WGPSN       |
| Radmila        | 69,1 N  | 167 E    | 5,2           | Antropònim serbocroat                                                                          | WGPSN       |
| Rae            | 8,9 S   | 58,4 E   | 5,5           | Antropònim hebreu (diminutiu de Raquel)                                                        | WGPSN       |
| Rafiga         | 62,9 N  | 175,6 E  | 5,7           | Antropònim àzeri                                                                               | WGPSN       |
| Raisa          | 27,5 N  | 280,3 E  | 13,5          | Antropònim rus                                                                                 | WGPSN       |
| Raki           | 49,4 S  | 70 E     | 7,5           | Antropònim fulbe                                                                               | WGPSN       |
| Rampyari       | 50,6 N  | 179,3 E  | 7,7           | Antropònim hindi                                                                               | WGPSN       |
| Rand           | 63,8 S  | 59,5 E   | 24,3          | Ayn Rand (1905-1982), escriptora estatunidenca                                                 | WGPSN       |
| Rani           | 64,1 N  | 160,4 E  | 10,7          | Antropònim hindi                                                                               | WGPSN       |
| Raymonde       | 48,4 N  | 191,5 E  | 5,3           | Antropònim francès                                                                             | WGPSN       |
| Rebecca        | 12,1 S  | 5,4 E    | 9,5           | Antropònim hebreu                                                                              | WGPSN       |
| Recamier       | 12,6 S  | 58,1 E   | 25,3          | Juliette Récamier (1777-1849), organitzadora d'un saló literari francesa                       | WGPSN       |
| Regina         | 30 N    | 147,3 E  | 24,9          | Antropònim llatí                                                                               | WGPSN       |
| Reiko          | 22,6 N  | 192,1 E  | 9,7           | Antropònim japonès                                                                             | WGPSN       |
| Retno          | 52,9 S  | 192,3 E  | 7,2           | Antropònim indonesi                                                                            | WGPSN       |
| Rhoda          | 11,4 N  | 347,7 E  | 12,2          | Antropònim grec                                                                                | WGPSN       |
| Rhys           | 8,6 N   | 298,8 E  | 44,0          | Jean Rhys (1894-1979), escriptora gal·lesa                                                     | WGPSN       |
| Richards       | 2,5 N   | 196,1 E  | 25,0          | Ellen Swallow Richards (1842-1911), enginyera industrial i feminista estatunidenca             | WGPSN       |
| Riley          | 14,1 N  | 72,5 E   | 20,2          | Margaretta Riley (1804-1899), botànica anglesa                                                 | WGPSN       |
| Rita           | 71 N    | 334,8 E  | 8,3           | Antropònim italià                                                                              | WGPSN       |
| Romanskaya     | 23,2 N  | 178,4 E  | 30,4          | Sofia Romanskaya (1886-1969), astrònoma russa                                                  | WGPSN       |
| Romola         | 9,3 N   | 54,2 E   | 17,5          | Antropònim italià                                                                              | WGPSN       |
| Roptyna        | 62,2 N  | 28,9 E   | 11,5          | Antropònim txuktxi                                                                             | WGPSN       |
| Rosa Bonheur   | 9,7 N   | 288,8 E  | 104,0         | Rosa Bonheur (1822-1899), pintora francesa                                                     | WGPSN       |
| Rose           | 35,2 S  | 248,2 E  | 15,5          | Antropònim alemany                                                                             | WGPSN       |
| Rossetti       | 57 N    | 6,4 E    | 23,4          | Christina Rossetti (1830-1894), poetessa anglesa                                               | WGPSN       |
| Rowena         | 10,4 N  | 171,4 E  | 19,5          | Antropònim celta                                                                               | WGPSN       |
| Roxanna        | 26,5 N  | 334,6 E  | 9,5           | Antropònim persa                                                                               | WGPSN       |
| Royle          | 32,7 S  | 193,7 E  | 6,1           | Antropònim baixkir                                                                             | WGPSN       |
| Rudneva        | 78,4 N  | 174,7 E  | 29,8          | Vàrvara Rúdneva (1844-1899), metgessa russa                                                    | WGPSN       |
| Rufina         | 74,6 S  | 195,1 E  | 5,0           | Antropònim polinesi                                                                            | WGPSN       |
| Ruit           | 25,5 S  | 72,9 E   | 6,4           | Antropònim polinesi                                                                            | WGPSN       |
| Runak          | 58,5 S  | 196,3 E  | 7,6           | Antropònim kurd                                                                                | WGPSN       |
| Ruslanova      | 83,9 N  | 16,6 E   | 44,3          | Lidia Ruslanova (1900-1973), cantant russa                                                     | WGPSN       |
| Ruth           | 43,3 N  | 19,9 E   | 18,5          | Antropònim hebreu                                                                              | WGPSN       |
| Sabin          | 38,5 S  | 274,7 E  | 33,1          | Florence Sabin (1871-1953), investigadora mèdica estatunidenca                                 | WGPSN       |
| Sabira         | 5,8 S   | 239,9 E  | 15,7          | Antropònim tàtar                                                                               | WGPSN       |
| Safarmo        | 10,8 S  | 161,4 E  | 7,4           | Antropònim tadjik                                                                              | WGPSN       |
| Saida          | 28,2 N  | 302 E    | 9,5           | Antropònim àrab                                                                                | WGPSN       |
| Salika         | 5 S     | 97,7 E   | 12,5          | Antropònim txeremís                                                                            | WGPSN       |
| Samantha       | 45,6 N  | 281,7 E  | 16,9          | Antropònim arameu                                                                              | WGPSN       |
| Samintang      | 39 S    | 80,7 E   | 25,9          | Samintang (s. XVI), poetessa coreana                                                           | WGPSN       |
| Sandel         | 45,7 S  | 211,7 E  | 17,9          | Cora Sandel (1880-1974), escriptora noruega                                                    | WGPSN       |
| Sandi          | 68,1 S  | 315,1 E  | 12,6          | Antropònim grec (forma d'Alexandra)                                                            | WGPSN       |
| Sandugach      | 59,9 N  | 143,5 E  | 10,0          | Antropònim tàtar                                                                               | WGPSN       |
| Sanger         | 33,8 N  | 288,6 E  | 83,6          | Margaret Sanger (1883-1966), investigadora mèdica estatunidenca                                | WGPSN       |
| Sanija         | 33,1 N  | 251 E    | 18,0          | Antropònim tàtar                                                                               | WGPSN       |
| Saodat         | 2,9 S   | 344,6 E  | 3,7           | Antropònim uzbek                                                                               | WGPSN       |
| Sarah          | 42,4 S  | 1,8 E    | 18,5          | Antropònim hebreu                                                                              | WGPSN       |
| Sartika        | 63,4 S  | 67 E     | 18,7          | Dewi Sartika (1884-1942), pedagoga indonèsia                                                   | WGPSN       |
| Sasha          | 38,3 N  | 277,3 E  | 4,6           | Antropònim rus                                                                                 | WGPSN       |
| Saskia         | 28,6 S  | 337,1 E  | 37,1          | Saskia van Uylenburgh (1612-1642), model artística holandesa                                   | WGPSN       |
| Sayers         | 67,5 S  | 229,8 E  | 98,0          | Dorothy L Sayers (1893-1957), novel·lista i dramaturga britànica                               | WGPSN       |
| Sayligul       | 73,6 N  | 172,9 E  | 4,3           | Antropònim tadjik                                                                              | WGPSN       |
| Scarpellini    | 23,2 S  | 34,6 E   | 27,1          | Caterina Scarpellini (1808-1873), astrònoma italiana                                           | WGPSN       |
| Seiko          | 21 S    | 216,6 E  | 3,4           | Antropònim japonès                                                                             | WGPSN       |
| Selma          | 68,5 N  | 155,9 E  | 11,4          | Antropònim celta                                                                               | WGPSN       |
| Seseg          | 36,3 S  | 312,6 E  | 9,8           | Antropònim buriat                                                                              | WGPSN       |
| Sévigné        | 52,6 N  | 326,5 E  | 29,6          | Marie de Rabutin-Chantal, marquesa de Sévigné (1626-1696), escriptora francesa                 | WGPSN       |
| Seymour        | 18,2 N  | 326,5 E  | 63,0          | Jane Seymour (c 1509-1537), reina anglesa                                                      | WGPSN       |
| Shakira        | 3 N     | 213,6 E  | 17,6          | Antropònim baixkir                                                                             | WGPSN       |
| Shasenem       | 44 S    | 258,9 E  | 9,0           | Antropònim turc                                                                                | WGPSN       |
| Sheila         | 19,9 N  | 50,2 E   | 5,6           | Antropònim irlandès / celta                                                                    | WGPSN       |
| Shih Mai-Yu    | 18,4 N  | 318,9 E  | 22,3          | Shih Mai-Yu (1873-1954), metgessa xinesa                                                       | WGPSN       |
| Shirley        | 31,5 N  | 55,4 E   | 18,0          | Antropònim anglès                                                                              | WGPSN       |
| Shushan        | 43,8 S  | 70,2 E   | 8,5           | Antropònim armeni                                                                              | WGPSN       |
| Sidney         | 13,4 N  | 199,6 E  | 20,2          | Mary Sidney (1561-1621), escriptora anglesa                                                    | WGPSN       |
| Sigrid         | 63,6 N  | 314,4 E  | 16,2          | Antropònim escandinau                                                                          | WGPSN       |
| Simbya         | 74,4 S  | 130 E    | 4,0           | Antropònim nganasan                                                                            | WGPSN       |
| Simonenko      | 26,9 S  | 97,6 E   | 31,9          | Alla Nikolayevna Simonenko (1935-1984), astrònoma russa                                        | WGPSN       |
| Sirani         | 31,5 S  | 230,4 E  | 28,3          | Elisabetta Sirani (1638-1665), pintora italiana                                                | WGPSN       |
| Sitwell        | 16,6 N  | 190,4 E  | 32,8          | Edith Sitwell (1887-1964), poetessa britànica                                                  | WGPSN       |
| Solace         | 35,9 N  | 317,2 E  | 5,3           | Antropònim llatí                                                                               | WGPSN       |
| Sophia         | 28,6 S  | 18,8 E   | 17,6          | Antropònim grec                                                                                | WGPSN       |
| Sovadi         | 44,8 S  | 225,5 E  | 12,4          | Antropònim khmer                                                                               | WGPSN       |
| Stanton        | 23,3 S  | 199,3 E  | 107,0         | Elizabeth Cady Stanton (1815-1902), sufragista estatunidenca                                   | WGPSN       |
| Stefania       | 51,3 N  | 333,3 E  | 11,7          | Antropònim romanès                                                                             | WGPSN       |
| Stein          | 30,1 S  | 345,5 E  | 13,3          | Gertrude Stein (1874-1946), escriptora estatunidenca                                           | WGPSN       |
| Steinbach      | 41,4 S  | 256,9 E  | 20,3          | Sabina von Steinbach (c. 1250), escultora alemanya                                             | WGPSN       |
| Stina          | 37,4 N  | 22,8 E   | 10,4          | Antropònim suec                                                                                | WGPSN       |
| Storni         | 9,8 S   | 245,6 E  | 21,7          | Alfonsina Storni (1892-1938), poetessa argentina                                               | WGPSN       |
| Stowe          | 43,2 S  | 233,2 E  | 80,0          | Harriet Beecher Stowe (1811-1896), novel·lista estatunidenca                                   | WGPSN       |
| Stuart         | 30,8 S  | 20,2 E   | 68,6          | Maria Stuart (1542-1587), reina escocesa                                                       | WGPSN       |
| Suliko         | 9,6 N   | 214,6 E  | 14,9          | Antropònim georgià                                                                             | WGPSN       |
| Sullivan       | 1,4 S   | 110,9 E  | 32,0          | Anne Sullivan (1866-1936), professora estatunidenca                                            | WGPSN       |
| Surija         | 5,3 N   | 178,2 E  | 15,3          | Antropònim àzeri                                                                               | WGPSN       |
| Susanna        | 6 N     | 93,3 E   | 13,3          | Antropònim hebreu                                                                              | WGPSN       |
| Sveta          | 82,5 N  | 273,2 E  | 21,0          | Antropònim rus                                                                                 | WGPSN       |
| Taglioni       | 41,7 N  | 122,6 E  | 31,0          | Marie Taglioni (1804-1884), ballarina de ballet italiana                                       | WGPSN       |
| Tahia          | 44,3 N  | 73,7 E   | 6,1           | Antropònim polinesi                                                                            | WGPSN       |
| Taira          | 1,6 S   | 296,8 E  | 19,6          | Antropònim osseta                                                                              | WGPSN       |
| Tako           | 25,1 N  | 285,3 E  | 10,7          | Antropònim fulbe                                                                               | WGPSN       |
| Talvikki       | 41,9 N  | 22 E     | 12,6          | Antropònim finès                                                                               | WGPSN       |
| Tamara         | 61,6 N  | 317,2 E  | 11,0          | Antropònim georgià                                                                             | WGPSN       |
| Tanya          | 19,3 S  | 282,7 E  | 14,0          | Antropònim rus                                                                                 | WGPSN       |
| Tatyana        | 85,4 N  | 212,4 E  | 19,0          | Antropònim rus                                                                                 | WGPSN       |
| Taussig        | 9,2 S   | 229 E    | 25,8          | Helen Taussig (1898-1986), pediatra estatunidenca                                              | WGPSN       |
| Tehina         | 30,4 S  | 76,4 E   | 5,4           | Antropònim polinesi                                                                            | WGPSN       |
| Tekarohi       | 21,2 N  | 76,4 E   | 9,3           | Antropònim polinesi                                                                            | WGPSN       |
| Temou          | 10 S    | 83,4 E   | 9,3           | Antropònim polinesi                                                                            | WGPSN       |
| Teresa         | 42,5 S  | 10 E     | 14,8          | Antropònim grec                                                                                | WGPSN       |
| Terhi          | 45,7 N  | 253,1 E  | 10,7          | Antropònim finès                                                                               | WGPSN       |
| Teroro         | 75,8 S  | 88,1 E   | 9,2           | Antropònim polinesi                                                                            | WGPSN       |
| Teumere        | 38,3 S  | 88,1 E   | 5,4           | Antropònim polinesi                                                                            | WGPSN       |
| Teura          | 12,3 S  | 90,2 E   | 9,3           | Antropònim polinesi                                                                            | WGPSN       |
| Thomas         | 13 S    | 272,5 E  | 25,2          | Martha Thomas (1857-1935), professora, sufragista i lingüista estatunidenca                    | WGPSN       |
| Tiffany        | 8,7 S   | 22,9 E   | 7,0           | Antropònim grec                                                                                | WGPSN       |
| Tinyl          | 9,7 N   | 132,1 E  | 12,8          | Antropònim txuktis                                                                             | WGPSN       |
| Toklas         | 0,7 N   | 273,1 E  | 17,5          | Alice Toklas (1877-1967), escriptora estatunidenca                                             | WGPSN       |
| Tolgonay       | 68,8 N  | 271,1 E  | 4,6           | Antropònim kirguís                                                                             | WGPSN       |
| Trollope       | 54,8 S  | 246,4 E  | 27,2          | Frances Trollope (1780-1863), novel·lista britànica                                            | WGPSN       |
| Truth          | 28,7 N  | 287,8 E  | 47,3          | Sojourner Truth (1797-1883), abolicionista estatunidenca                                       | WGPSN       |
| Tseraskaya     | 28,6 N  | 79,2 E   | 30,3          | Lidiya Tseraskaya (1855-1931), astrònoma russa                                                 | WGPSN       |
| Tsetsa         | 31,3 N  | 317,7 E  | 9,9           | Antropònim mordovià                                                                            | WGPSN       |
| Tsiala         | 2,9 N   | 100 E    | 16,5          | Antropònim georgià                                                                             | WGPSN       |
| Tsvetayeva     | 64,6 N  | 147,4 E  | 42,9          | Marina Tsvetàieva (1892-1941), poetessa russa                                                  | WGPSN       |
| Tsyrma         | 14,1 S  | 318,5 E  | 7,8           | Antropònim buriat                                                                              | WGPSN       |
| Tubman         | 23,6 N  | 204,6 E  | 42,9          | Harriet Tubman (1820-1913), abolicionista estatunidenca                                        | WGPSN       |
| Tünde          | 76,8 N  | 193 E    | 16,3          | Antropònim hongarès                                                                            | WGPSN       |
| Tursunoy       | 80,9 N  | 229,3 E  | 4,7           | Antropònim uzbek                                                                               | WGPSN       |
| Tussaud        | 21,7 N  | 221 E    | 16,0          | Marie Tussaud (1760-1850), escultora de cera suïssa                                            | WGPSN       |
| Tuyara         | 62,9 S  | 15,5 E   | 13,2          | Antropònim iacut                                                                               | WGPSN       |
| Ualinka        | 13,2 N  | 168,6 E  | 8,1           | Antropònim osseta                                                                              | WGPSN       |
| Udagan         | 10,7 N  | 206,9 E  | 11,5          | Antropònim iacut                                                                               | WGPSN       |
| Udaltsova      | 20,3 S  | 275,3 E  | 26,7          | Nadejda Udaltsova (1885-1961), pintora russa                                                   | WGPSN       |
| Udyaka         | 30,9 N  | 172,9 E  | 7,7           | Antropònim oroch                                                                               | WGPSN       |
| Ugne           | 34,9 N  | 205,8 E  | 10,3          | Antropònim lituà                                                                               | WGPSN       |
| Uleken         | 33,7 N  | 185,1 E  | 10,9          | Antropònim hezhen                                                                              | WGPSN       |
| Ulla           | 51,5 S  | 184,5 E  | 10,4          | Antropònim suec                                                                                | WGPSN       |
| Ulpu           | 35,7 S  | 179 E    | 7,0           | Antropònim finès                                                                               | WGPSN       |
| Ulrique        | 75,9 N  | 55,6 E   | 19,6          | Antropònim francès                                                                             | WGPSN       |
| Uluk           | 62,2 S  | 178,6 E  | 10,3          | Antropònim neghidalià                                                                          | WGPSN       |
| Ul'yana        | 24,3 N  | 253 E    | 12,5          | Antropònim rus                                                                                 | WGPSN       |
| Umaima         | 23,3 S  | 195,4 E  | 6,9           | Antropònim àrab                                                                                | WGPSN       |
| Umkana         | 53,3 S  | 198,6 E  | 6,2           | Antropònim esquimal                                                                            | WGPSN       |
| Unay           | 53,5 N  | 172,7 E  | 11,4          | Antropònim txeremís                                                                            | WGPSN       |
| Undset         | 51,7 N  | 60,8 E   | 20,0          | Sigrid Undest (1882-1949), escriptora noruega                                                  | WGPSN       |
| Unitkak        | 40,8 N  | 199,5 E  | 8,0           | Antropònim esquimal                                                                            | WGPSN       |
| Urazbike       | 9 S     | 202,5 E  | 7,0           | Antropònim tàtar                                                                               | WGPSN       |
| Ustinya        | 41,2 S  | 251,6 E  | 11,8          | Antropònim rus                                                                                 | WGPSN       |
| Uvaysi         | 2,3 N   | 198,3 E  | 38,9          | Jahonotin Uvaysiy (1780-1845), poetessa uzbek                                                  | WGPSN       |
| Uyengimi       | 76,9 S  | 204,9 E  | 8,9           | Antropònim vogul                                                                               | WGPSN       |
| Văcărescu      | 63 S    | 199,8 E  | 31,5          | Elena Văcărescu (1866-1947), novel·lista i poetessa romanesa                                   | WGPSN       |
| Vaka           | 41,4 S  | 8,9 E    | 11,8          | Antropònim búlgar                                                                              | WGPSN       |
| Valadon        | 49 S    | 167,7 E  | 25,2          | Suzanne Valadon (1865-1940), pintora francesa                                                  | WGPSN       |
| Valborg        | 75,5 N  | 272,1 E  | 20,0          | Antropònim danès                                                                               | WGPSN       |
| Valentina      | 46,4 N  | 144,1 E  | 24,6          | Antropònim llatí                                                                               | WGPSN       |
| Valerie        | 6,4 S   | 30,9 E   | 13,6          | Antropònim francès                                                                             | WGPSN       |
| Vallija        | 26,3 N  | 120 E    | 15,2          | Antropònim letó                                                                                | WGPSN       |
| Vanessa        | 6 S     | 1,9 E    | 10,0          | Antropònim grec                                                                                | WGPSN       |
| Vard           | 17,5 N  | 314,5 E  | 6,1           | Antropònim armeni                                                                              | WGPSN       |
| Varya          | 2,8 N   | 211,8 E  | 14,3          | Antropònim rus                                                                                 | WGPSN       |
| Vashti         | 6,8 S   | 43,7 E   | 17,0          | Antropònim persa                                                                               | WGPSN       |
| Vasilutsa      | 16,5 N  | 334,4 E  | 5,7           | Antropònim moldau                                                                              | WGPSN       |
| Vassi          | 34,4 N  | 346,5 E  | 8,5           | Antropònim carelià                                                                             | WGPSN       |
| Veriko         | 20,4 N  | 350,1 E  | 5,2           | Antropònim georgià                                                                             | WGPSN       |
| Veronica       | 38,1 S  | 124,6 E  | 17,9          | Antropònim llatí                                                                               | WGPSN       |
| Vesna          | 60,3 S  | 220,5 E  | 14,9          | Antropònim eslau                                                                               | WGPSN       |
| Veta           | 42,6 N  | 349,5 E  | 6,4           | Antropònim romanès                                                                             | WGPSN       |
| Vigée-Lebrun   | 17,3 N  | 141,4 E  | 57,8          | Élisabeth Vigée Le Brun (1755-1842), pintora francesa; L'ortografia anterior era Vigier Lebrun | WGPSN       |
| Viola          | 36,1 S  | 240,5 E  | 10,0          | Antropònim anglès                                                                              | WGPSN       |
| Virga          | 26,9 S  | 7,7 E    | 10,3          | Antropònim lituà                                                                               | WGPSN       |
| Virginia       | 52,9 S  | 185,9 E  | 18,5          | Antropònim llatí                                                                               | WGPSN       |
| Virve          | 5,1 S   | 346,9 E  | 18,0          | Antropònim estonià                                                                             | WGPSN       |
| Vlasta         | 28,4 N  | 250,1 E  | 10,7          | Antropònim txec                                                                                | WGPSN       |
| Volkova        | 75,2 N  | 242,2 E  | 47,5          | Anna Volkova (1800-1876), química russa                                                        | WGPSN       |
| Volyana        | 60,6 N  | 359,9 E  | 5,3           | Antropònim caló                                                                                | WGPSN       |
| von Paradis    | 32,2 S  | 314,9 E  | 37,5          | Maria Theresia Paradies (1759-1834), pianista austríaca                                        | WGPSN       |
| von Schuurman  | 5 S     | 191 E    | 29,1          | Anna Maria van Schurman (1607-1678), lingüista, escriptora i artista holandesa                 | WGPSN       |
| Von Siebold    | 52 S    | 36,6 E   | 32,4          | Regina von Siebold (1771-1849), metgessa i pedagoga alemanya                                   | WGPSN       |
| von Suttner    | 10,6 S  | 234,9 E  | 24,0          | Bertha von Suttner (1843-1914), periodista i pacifista austriaca                               | WGPSN       |
| Voynich        | 35,4 N  | 56,1 E   | 48,7          | Ethel Lilian Voynich (1864-1960), escriptora britànica                                         | WGPSN       |
| Wanda          | 71,3 N  | 323,1 E  | 21,7          | Antropònim polonès                                                                             | WGPSN       |
| Wang Zhenyi    | 13,2 N  | 217,8 E  | 23,4          | Wang Zhenyi (1768-1797), astrònoma i geofísica xinesa                                          | WGPSN       |
| Warren         | 11,7 S  | 176,5 E  | 50,9          | Mercy Otis Warren (1728-1814), poetessa i historiadora estatunidenca                           | WGPSN       |
| Wazata         | 33,6 N  | 298,3 E  | 13,9          | Antropònim haussa                                                                              | WGPSN       |
| Weil           | 19,4 N  | 283,1 E  | 24,2          | Simone Weil (1909-1943), filòsofa i mística francesa                                           | WGPSN       |
| Wendla         | 22,5 N  | 207,6 E  | 5,7           | Antropònim suec                                                                                | WGPSN       |
| Wen Shu        | 5 S     | 303,7 E  | 31,5          | Wen Shu (1595-1634), pintora xinesa                                                            | WGPSN       |
| West           | 26,1 N  | 303 E    | 28,8          | Rebecca West (1892-1983), novel·lista, crítica i actriu irlandesa                              | WGPSN       |
| Wharton        | 55,7 N  | 61,9 E   | 50,5          | Edith Wharton (1862-1937), escriptora estatunidenca                                            | WGPSN       |
| Wheatley       | 16,6 N  | 268 E    | 74,8          | Phillis Wheatley (1753-1784), primera escriptora afroamericana estatunidenca                   | WGPSN       |
| Whiting        | 6,1 S   | 128 E    | 35,7          | Sarah Frances Whiting (1847-1927), física i astrònoma estatunidenca                            | WGPSN       |
| Whitney        | 30,2 S  | 151,3 E  | 42,5          | Mary Whitney (1847-1921), astrònoma estatunidenca                                              | WGPSN       |
| Wieck          | 74,2 S  | 244,8 E  | 20,2          | Clara Wieck (1819-1896), pianista i compositora alemanya                                       | WGPSN       |
| Wilder         | 17,4 N  | 122,6 E  | 35,1          | Laura Ingalls Wilder (1867-1957), escriptora estatunidenca                                     | WGPSN       |
| Willard        | 24,6 S  | 296,1 E  | 48,4          | Emma Willard (1787-1870), pedagoga estatunidenca                                               | WGPSN       |
| Wilma          | 36,7 N  | 1,7 E    | 12,5          | Antropònim anglès                                                                              | WGPSN       |
| Winema         | 3 N     | 168,6 E  | 21,7          | Toby «Winema» Riddle (c. 1848-1932), heroïna i pacificadora modoc                              | WGPSN       |
| Winnemucca     | 15,4 S  | 121,1 E  | 30,3          | Sarah Winnemucca (c. 1844-1891), intèrpret i activista paiute                                  | WGPSN       |
| Wiwi-yokpa     | 73,8 S  | 228,4 E  | 4,5           | Antropònim abnaki/algonquin                                                                    | WGPSN       |
| Wollstonecraft | 39,1 S  | 260,8 E  | 44,1          | Mary Wollstonecraft (1759-1797), escriptora anglesa                                            | WGPSN       |
| Woolf          | 37,7 S  | 27,2 E   | 24,5          | Virginia Woolf (1882-1941), escriptora britànica                                               | WGPSN       |
| Workman        | 12,9 S  | 299,9 E  | 17,4          | Fanny Workman (1859-1925), muntanyenca i escriptora estatunidenca                              | WGPSN       |
| Wu Hou         | 25,5 S  | 317,4 E  | 27,5          | Wu Zhao o Wu Zetian (c. 624-705), emperadriu xinesa                                            | WGPSN       |
| Wynne          | 55 N    | 53,6 E   | 10,0          | Antropònim anglès                                                                              | WGPSN       |
| Xantippe       | 10,9 S  | 11,8 E   | 40,4          | Xantipa (f. segle v aC), esposa de Sòcrates                                                    | WGPSN       |
| Xenia          | 30,3 S  | 249,4 E  | 13,5          | Antropònim grec                                                                                | WGPSN       |
| Xiao Hong      | 43,5 S  | 101,7 E  | 38,7          | Xiao Hong (1911-1942), escriptora xinesa                                                       | WGPSN       |
| Ximena         | 68,2 S  | 243,6 E  | 12,8          | Antropònim portuguès                                                                           | WGPSN       |
| Xi Wang        | 14 N    | 208 E    | 7,7           | Antropònim xinès                                                                               | WGPSN       |
| Yablochkina    | 48,3 N  | 195,3 E  | 64,3          | Alexandra Yablochkina (1866-1964), actriu russa                                                | WGPSN       |
| Yakyt          | 2,1 N   | 170,2 E  | 13,8          | Antropònim karakalpak                                                                          | 6627        |
| Yale           | 13,4 S  | 271,2 E  | 18,5          | Caroline Yale (1848-1933), pedagoga per a sords estatunidenca                                  | 6630        |
| Yambika        | 32,6 N  | 208,7 E  | 6,5           | Antropònim txeremís                                                                            | WGPSN       |
| Yasuko         | 26,1 S  | 169 E    | 10,6          | Antropònim japonès                                                                             | WGPSN       |
| Yazruk         | 21,2 N  | 160,2 E  | 10,5          | Antropònim nivkh                                                                               | WGPSN       |
| Yelya          | 47,5 S  | 211,7 E  | 8,6           | Antropònim iurac                                                                               | WGPSN       |
| Yemysh         | 11,9 N  | 214,7 E  | 6,0           | Antropònim txeremís                                                                            | WGPSN       |
| Yenlik         | 16 S    | 225,4 E  | 8,6           | Antropònim kazakh                                                                              | WGPSN       |
| Yerguk         | 42,7 N  | 226,8 E  | 6,3           | Antropònim neghidalià                                                                          | WGPSN       |
| Yeska          | 27,4 N  | 230,1 E  | 9,1           | Antropònim selkup                                                                              | WGPSN       |
| Yetta          | 58,6 N  | 185,4 E  | 9,0           | Antropònim alemany (derivat d'Henrietta)                                                       | WGPSN       |
| Yokhtik        | 50,1 S  | 158,1 E  | 11,4          | Antropònim nivkh                                                                               | WGPSN       |
| Yoko           | 5,7 S   | 232 E    | 5,0           | Antropònim japonès                                                                             | WGPSN       |
| Yolanda        | 7,8 N   | 152,7 E  | 11,4          | Antropònim grec                                                                                | WGPSN       |
| Yomile         | 27,3 S  | 138,7 E  | 13,6          | Antropònim baixkir                                                                             | WGPSN       |
| Yonge          | 14 S    | 115,1 E  | 42,8          | Charlotte Yonge (1823-1901), escriptora anglesa                                                | WGPSN       |
| Yonok          | 65,1 S  | 234,1 E  | 9,5           | Antropònim coreà                                                                               | WGPSN       |
| Yonsuk         | 34 S    | 234,8 E  | 8,5           | Antropònim coreà                                                                               | WGPSN       |
| Yoshioka       | 32,4 S  | 59 E     | 16,6          | Yoshioka Yayoi (c. 1871-1959), metgessa japonesa                                               | WGPSN       |
| Ytunde         | 49,9 N  | 81,1 E   | 6,1           | Antropònim ioruba                                                                              | WGPSN       |
| Yvette         | 7,5 N   | 249,6 E  | 10,6          | Antropònim francès                                                                             | WGPSN       |
| Yvonne         | 56 S    | 298,4 E  | 14,5          | Antropònim francès                                                                             | WGPSN       |
| Zakiya         | 66,5 S  | 234,1 E  | 7,5           | Antropònim àrab                                                                                | WGPSN       |
| Zamudio        | 9,6 N   | 189,3 E  | 19,0          | Adela Zamudio (1854-1928), poetessa boliviana                                                  | WGPSN       |
| Zarema         | 16,8 N  | 235,2 E  | 5,0           | Antropònim àvar                                                                                | WGPSN       |
| Zdravka        | 65,1 N  | 299 E    | 12,5          | Antropònim búlgar                                                                              | WGPSN       |
| Zeinab         | 2,2 S   | 159,6 E  | 12,5          | Antropònim persa                                                                               | WGPSN       |
| Zemfira        | 46,2 S  | 157,7 E  | 11,4          | Antropònim caló                                                                                | WGPSN       |
| Zenobia        | 29,3 S  | 28,6 E   | 39,1          | Zenòbia (c. 240 - c. 274), reina de Palmira                                                    | WGPSN       |
| Zerine         | 29,6 S  | 258,6 E  | 6,5           | Antropònim persa                                                                               | WGPSN       |
| Zhilova        | 66,3 N  | 125,7 E  | 53,0          | Maria Zhilova (1870-1934), astrònoma russa                                                     | WGPSN       |
| Zhu Shuzhen    | 26,5 S  | 356,5 E  | 29,4          | Zhu Shuzhen (1126-1200), poetessa xinesa                                                       | WGPSN       |
| Zija           | 3,5 S   | 265 E    | 16,8          | Antropònim àzeri                                                                               | WGPSN       |
| Zina           | 41,9 N  | 320,1 E  | 9,0           | Antropònim romanès                                                                             | WGPSN       |
| Živile         | 48,8 N  | 113,1 E  | 13,5          | Antropònim lituà                                                                               | WGPSN       |
| Zlata          | 64,6 N  | 333,9 E  | 7,0           | Antropònim serbocroat                                                                          | WGPSN       |
| Zosia          | 18,9 S  | 109,2 E  | 10,5          | Antropònim polonès                                                                             | WGPSN       |
| Zoya           | 69,1 N  | 236,2 E  | 20,0          | Antropònim rus                                                                                 | WGPSN       |
| Zuhrah         | 34,7 N  | 357 E    | 5,8           | Antropònim àrab                                                                                | WGPSN       |
| Zula           | 7,3 N   | 282 E    | 5,0           | Antropònim txetxè                                                                              | WGPSN       |
| Zulfiya        | 18,4 N  | 101,9 E  | 12,9          | Antropònim uzbek                                                                               | WGPSN       |
| Zulma          | 7,7 S   | 102 E    | 11,0          | Antropònim castellà                                                                            | WGPSN       |
| Zumrad         | 32,1 N  | 94,8 E   | 12,9          | Antropònim uzbek                                                                               | WGPSN       |
| Zurka          | 12,8 S  | 275,2 E  | 5,5           | Antropònim caló                                                                                | WGPSN       |
| Zvereva        | 45,4 N  | 283,1 E  | 22,9          | Lídia Vissariónovna Zvéreva (1890-1916), aviadora russa                                        | WGPSN       |

## Nomenclatura abolida
| Cràter        | Latitud | Longitud | Diàmetre (km) | Nova nomenclatura | Referències |
| ------------- | ------- | -------- | ------------- | --- | ----------- |
| Amalasthuna   | 11,5° S | 342,4° E | 15,4          | Reanomenat Amalasuntha el 1991                                                                                         | WGPSN       |
| Colette       | 65° N   | 322° E   | 0,0           | Classificat com patera el 1982                                                                                         | WGPSN       |
| Colonna       | 64,7° N | 216,8° E | 28,0          | No es va poder identificar en una imatge més detallada el 1994                                                         | WGPSN       |
| Earhart       | 72° N   | 136° E   | 0,0           | Classificat com corona el 1982                                                                                         | WGPSN       |
| Eve           | 32° S   | 0,1° E   | 23,0          | Classificat com corona el 2006. Aquest cràter es va utilitzar per definir el primer meridià de Venus abans que Ariadne | WGPSN       |
| Fedosova      | 45° N   | 171,8° E | 24,0          | Classificat com patera el 1992                                                                                         | WGPSN       |
| Gerda         | 45,9° N | 91° E    | 30,0          | No es va poder identificar en una imatge més detallada el 1994                                                         | WGPSN       |
| Goppert-Mayer | 59,7° N | 26,8° E  | 33,5          | Reanomenat Goeppert-Mayer el 1991.                                                                                     | WGPSN       |
| Graham        | 6° S    | 6° E     | 75,0          | Classificat com patera el 1994                                                                                         | WGPSN       |
| Josefina      | 44,9° N | 32,3° E  | 26,0          | No es va poder identificar en una imatge més detallada el 1994                                                         | WGPSN       |
| Lida          | 29,2° S | 94,5° E  | 12,5          | Reanomenat Amanda el 1994.                                                                                             | WGPSN       |
| Lorelei       | 55,7° N | 243,9° E | 15,0          | No es va poder identificar en una imatge més detallada el 2011                                                         | WGPSN       |
| Masha         | 63° N   | 88° E    | 16,0          | No es va poder identificar en una imatge més detallada el 1994                                                         | WGPSN       |
| Montagu       | 36,9° N | 177,7° E | 20,0          | No es va poder identificar en una imatge més detallada el 1994                                                         | WGPSN       |
| Nightingale   | 62° N   | 132° E   | 0,0           | Classificat com corona el 1982                                                                                         | WGPSN       |
| Pavlova       | 14,6° N | 39,2° E  | 38,0          | Classificat com corona el 1982                                                                                         | WGPSN       |
| Sacajawea     | 64,3° S | 335,4° E | 233,0         | Classificat com patera el 1982                                                                                         | WGPSN       |
| Siddons       | 61,6° N | 340,6° E | 47,0          | Classificat com patera el 1992                                                                                         | WGPSN       |
| Simone        | 59,5° N | 82° E    | 14,0          | No es va poder identificar en una imatge més detallada el 1994                                                         | WGPSN       |